# Andrakammarvalet i Sverige 1887 (vår)
Extravalet till Sveriges riksdags andra kammare hölls under våren 1887. 

## Bakgrund
Under 1880-talet hade kraven på höjda tullar särskilt gällande lantbruks- och industriprodukter börjat öka i styrka. Under vårriksdagen 1887 hade lantbruks- och industriprotektionisterna bildat gemensam sak mot den frihandelsvänliga majoriteten i riksdagen och lagt fram massmotioner med krav på höjda tullar. Efter ett tag tillstyrktes massmotionerna i bevillningsutskottet där tullskyddsvänner var i majoritet. I Första kammaren där frihandlarna dominerade avslogs motionerna knappt med 70 mot 68 tack vare röstberättigade statsråd. I Andra kammaren där protektionisterna dominerade bifölls motionerna 111 mot 101. I den gemensamma voteringen skulle protektionisterna ha segrat. Då lät den frihandelsvänlige kungen Oscar II upplösa Andra kammaren och utlysa val till denna kammare. Detta skedde på statsminister Themptanders uppmaning i syfte att förhindra höjda tullar. 

## Valsystem
Valsättet var en blandning av indirekta- och direkta val. I 92 av landsbygdens 146 valkretsar tillämpades direkta val och detsamma gällde 32 av de 41 stadsvalkretsarna. Resterande 54 landsbygdsvalkretsar och 9 stadsvalkretsar tillämpade alltså indirekta val, vilka utfördes av elektorer. Stadsvalkretsarna valde totalt 75 ledamöter. Dessa var i regel enmansvalkretsar med undantag för de största städerna som fick fler mandat, dessa var; Stockholm (21 mandat), Göteborg (9 mandat), Malmö (4 mandat), Norrköping (2 mandat), Gävle (2 mandat) och Uppsala (2 mandat). Alla landsbygdsvalkretsar hade ett mandat var.
Rösträtt till andra kammaren hade män som var över 21 år och hade inkomst på minst 800 kronor per år eller ägde en fastighet taxerad till minst 1 000 kronor, eller arrenderade en fastighet taxerad till minst 6 000 kronor. För att vara valbar skulle man ha fyllt 25 år och bo i valkretsen. Av folkmängden den 31 december 1885, 4 682 769, hade 274 733 (5,9 %) rösträtt. 

## Valkampanj och följder
Valstriden blev hård och häftig - tullskyddsvännerna fick stöd bland annat från Nya Dagligt Allehanda, Vårt Land och den nystartade tidningen Svenska Dagbladet. Frihandelsvännerna fick stöd bland annat från det i övrigt konservativa Stockholms Dagblad, Dagens Nyheter och Aftonbladet. Två nya föreningar blev samlingsposter för de två olika lägren. Tullskyddsvännerna samlades i Svenska arbetets vänner och frihandlarna i Föreningen mot livsmedelstullar.
Utgången av valet blev att frihandlarna vann majoritet i Andra kammaren. Bland de förlorande riksdagsmännen fanns frihandelsvännen Johan Johansson i Noraskog och protektionisten Liss Olof Larsson. Resultatet såg ut att trygga regeringen Themptanders fortbestånd och det De Geerska - Gripenstedtska frihandelssystemets existens. Situationen ändrades dock med det ordinarie höstvalet 1887.

## Valresultat

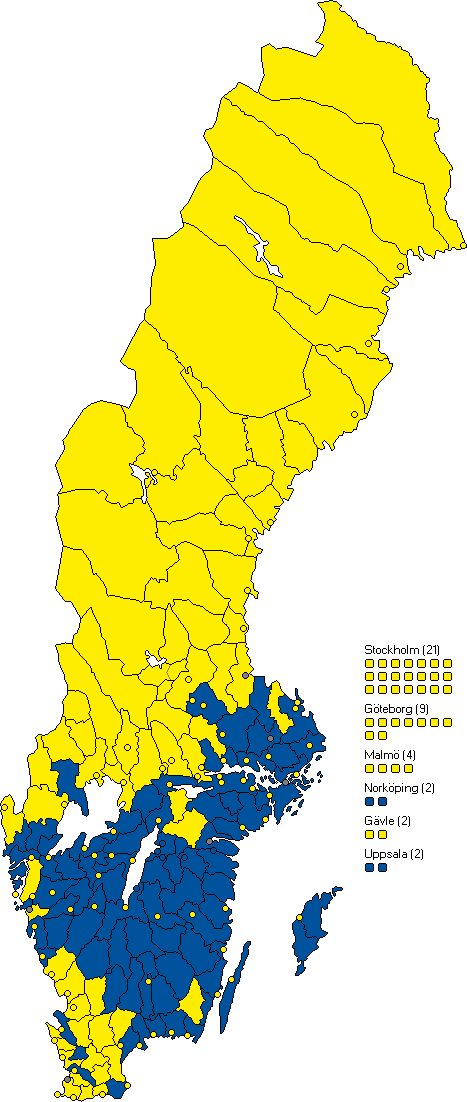
Valresultat per valkrets.

### Hela riket
|                      |                      |                |                |        |        |
| Parti                | Parti                | Röstfördelning | Röstfördelning | Mandat | Mandat |
| Parti                | Parti                | Röster         | %              | Antal  | +/-    |
|                      | Frihandlare          | 74 393         | 58,0           | 137    | +35    |
|                      | Protektionister      | 51 978         | 40,6           | 84     | -28    |
|                      | Övriga               | 1 809          | 1,4            | -      | -      |
| Antal giltiga röster | Antal giltiga röster | 128 180        | 100,0          | 221    | +7     |
| Ogiltiga röster      | Ogiltiga röster      | 4 085          |                |        |        |
| Totalt               | Totalt               | 132 265        |                |        |        |

#### Andel röster
| Röster          | Röster          | Röster | Röster  | Röster  |
| --------------- | --------------- | ------ | ------- | ------- |
|                 |                 |        |         |         |
|                 |                 |        |         |         |
| Frihandlare     | Frihandlare     |        | 58,04 % | 58,04 % |
| Protektionister | Protektionister |        | 40,55 % | 40,55 % |
| Övriga          | Övriga          |        | 1,41 %  | 1,41 %  |

#### Andel mandat
| Mandat          | Mandat          | Mandat | Mandat  | Mandat  |
| --------------- | --------------- | ------ | ------- | ------- |
|                 |                 |        |         |         |
|                 |                 |        |         |         |
| Frihandlare     | Frihandlare     |        | 61,99 % | 61,99 % |
| Protektionister | Protektionister |        | 38,01 % | 38,01 % |

### Valresultat länsvis
| Län                   | Frihandlare | Frihandlare | Frihandlare | Protektionister | Protektionister | Protektionister | Övriga | Övriga | Totalt  | Totalt |
| Län                   | Röster      | %           | M           | Röster          | %               | M               | Röster | %      | Röster  | M      |
| --------------------- | ----------- | ----------- | ----------- | --------------- | --------------- | --------------- | ------ | ------ | ------- | ------ |
| Stockholm (stad)      | 7 817       | 77,2        | 21          | 2 113           | 20,9            | 0               | 193    | 1,9    | 10 123  | 21     |
| Stockholm (län)       | 986         | 35,2        | 1           | 1 773           | 63,2            | 5               | 44     | 1,6    | 2 803   | 6      |
| Uppsala               | 637         | 28,1        | 1           | 1 604           | 70,8            | 5               | 24     | 1,1    | 2 265   | 6      |
| Södermanland          | 1 285       | 42,9        | 1           | 1 689           | 56,4            | 5               | 19     | 0,7    | 2 993   | 6      |
| Östergötland          | 1 119       | 18,7        | 1           | 4 824           | 80,5            | 10              | 46     | 0,8    | 5 989   | 11     |
| Jönköping             | 1 620       | 24,1        | 1           | 4 968           | 74,0            | 6               | 124    | 1,9    | 6 712   | 7      |
| Kronoberg             | 970         | 28,4        | 1           | 2 365           | 69,3            | 5               | 77     | 2,3    | 3 412   | 6      |
| Kalmar                | 863         | 23,0        | 2           | 2 827           | 75,2            | 7               | 67     | 1,8    | 3 757   | 9      |
| Gotland               | 106         | 6,9         | 0           | 1 354           | 88,2            | 2               | 76     | 4,9    | 1 536   | 2      |
| Blekinge              | 1 550       | 54,5        | 2           | 1 283           | 45,1            | 4               | 10     | 0,4    | 2 843   | 6      |
| Kristianstad          | 3 039       | 56,3        | 5           | 2 233           | 41,3            | 3               | 131    | 2,4    | 5 403   | 8      |
| Malmöhus              | 7 837       | 75,5        | 17          | 2 394           | 23,1            | 2               | 143    | 1,4    | 10 374  | 19     |
| Halland               | 2 792       | 59,5        | 4           | 1 824           | 38,8            | 2               | 81     | 1,7    | 4 697   | 6      |
| Göteborg och Bohuslän | 4 333       | 66,0        | 13          | 2 057           | 31,3            | 4               | 176    | 2,7    | 6 566   | 17     |
| Älvsborg              | 1 043       | 28,4        | 2           | 2 568           | 69,9            | 9               | 64     | 1,7    | 3 675   | 11     |
| Skaraborg             | 1 434       | 23,1        | 2           | 4 704           | 75,8            | 7               | 70     | 1,1    | 6 208   | 9      |
| Värmland              | 5 084       | 71,5        | 9           | 2 015           | 28,4            | 1               | 6      | 0,1    | 7 105   | 10     |
| Örebro                | 3 183       | 57,8        | 4           | 2 306           | 41,9            | 3               | 17     | 0,3    | 5 506   | 7      |
| Västmanland           | 2 580       | 57,7        | 4           | 1 877           | 41,9            | 2               | 17     | 0,4    | 4 474   | 6      |
| Kopparberg            | 5 486       | 70,5        | 7           | 2 227           | 28,6            | 1               | 65     | 0,9    | 7 778   | 8      |
| Gävleborg             | 5 108       | 85,0        | 9           | 693             | 11,5            | 0               | 207    | 3,5    | 6 008   | 9      |
| Västernorrland        | 4 729       | 92,0        | 8           | 373             | 7,3             | 0               | 36     | 0,7    | 5 138   | 8      |
| Jämtland              | 2 592       | 77,2        | 4           | 730             | 21,7            | 0               | 37     | 1,1    | 3 359   | 4      |
| Västerbotten          | 1 789       | 100,0       | 4           | 0               | 0               | 0               | 0      | 0      | 1 789   | 4      |
| Norrbotten            | 1 988       | 85,6        | 5           | 292             | 12,6            | 0               | 43     | 1,8    | 2 323   | 5      |
| Övriga                | 4 423       | 82,8        | 9           | 885             | 16,5            | 1               | 36     | 0,7    | 5 344   | 10     |
| Totalt                | 74 393      | 58,0        | 137         | 51 978          | 40,6            | 84              | 1 809  | 1,4    | 128 180 | 221    |

## Kompletta valresultat
Röstandel med årtal inom parentes anger att riksdagsmannen valdes i ett fyllnadsval under mandatperioden 1885-1887.

### Stockholms stad
| Valkrets        | Innan valet             | Innan valet         | Innan valet         | Utfall                       | Valresultat |
| Valkrets        | Riksdagsledamot         | I tullfrågan        | Röstandel 1884      | Utfall                       | Valresultat |
| --------------- | ----------------------- | ------------------- | ------------------- | ---------------------------- | --- |
| Stockholms stad | Axel Key                | Frihandlare         | 99,7%               | Ledamoten omvaldes           | Alfred Fock (F) 86,9% Johan Sjöberg (F) 86,9% Oscar Stackelberg (F) 86,9% Axel Key (F) 86,8% Adolf Erik Nordenskiöld (F) 86,8% Carl Grafström (F) 86,8% Sixten von Friesen (F) 86,8% Otto Höglund (F) 86,8% Ernst Beckman (F) 86,7% Per Siljeström (F) 86,7% Wilhelm Walldén (F) 69,9% Sigurd Lovén (F) 69,9% Theodor Winborg (F) 69,9% Johan Johansson (F) 69,9% Johan Ohlsson (F) 69,9% Erik Elliot (F) 69,9% Henrik Fredholm (F) 69,9% Erik Nyström (F) 69,7% Gustaf Ericsson (F) 69,4% Emil Hammarlund (F) 69,3% Richard Gustafsson (F) 69,2% August Östergren (P) 30,5% Robert Almström (P) 30,5% Richard Åkerman (P) 30,5% Erik Edlund (P) 30,4% Gustaf de Laval (P) 30,3% Ulric Widström (P) 30,3% Wilhelm Carlson (P) 30,3% Conrad Svanberg (P) 30,3% Carl Nyström (P) 30,2% Gustaf Blomdahl (P) 30,2% Jesper Crusebjörn (F) 17,6% Gustaf Lindmark (P) 13,5% August Hård af Segerstad (P) 13,4% Robert Schubert (P) 13,4% Carl Knut Edberg (P) 13,4% Otto Fahnehielm (P) 13,4% Viktor Ramstedt (P) 13,3% Gustaf Berndes (P) 13,3% Anton Bexelius (P) 13,3% Magnus Lund (P) 13,3% Feodor Werner (P) 13,3% Paul Isberg (P) 13,2% |
| Stockholms stad | Johan Sjöberg           | Frihandlare         | 99,6%               | Ledamoten omvaldes           | Alfred Fock (F) 86,9% Johan Sjöberg (F) 86,9% Oscar Stackelberg (F) 86,9% Axel Key (F) 86,8% Adolf Erik Nordenskiöld (F) 86,8% Carl Grafström (F) 86,8% Sixten von Friesen (F) 86,8% Otto Höglund (F) 86,8% Ernst Beckman (F) 86,7% Per Siljeström (F) 86,7% Wilhelm Walldén (F) 69,9% Sigurd Lovén (F) 69,9% Theodor Winborg (F) 69,9% Johan Johansson (F) 69,9% Johan Ohlsson (F) 69,9% Erik Elliot (F) 69,9% Henrik Fredholm (F) 69,9% Erik Nyström (F) 69,7% Gustaf Ericsson (F) 69,4% Emil Hammarlund (F) 69,3% Richard Gustafsson (F) 69,2% August Östergren (P) 30,5% Robert Almström (P) 30,5% Richard Åkerman (P) 30,5% Erik Edlund (P) 30,4% Gustaf de Laval (P) 30,3% Ulric Widström (P) 30,3% Wilhelm Carlson (P) 30,3% Conrad Svanberg (P) 30,3% Carl Nyström (P) 30,2% Gustaf Blomdahl (P) 30,2% Jesper Crusebjörn (F) 17,6% Gustaf Lindmark (P) 13,5% August Hård af Segerstad (P) 13,4% Robert Schubert (P) 13,4% Carl Knut Edberg (P) 13,4% Otto Fahnehielm (P) 13,4% Viktor Ramstedt (P) 13,3% Gustaf Berndes (P) 13,3% Anton Bexelius (P) 13,3% Magnus Lund (P) 13,3% Feodor Werner (P) 13,3% Paul Isberg (P) 13,2% |
| Stockholms stad | Oscar Stackelberg       | Frihandlare         | 99,4%               | Ledamoten omvaldes           | Alfred Fock (F) 86,9% Johan Sjöberg (F) 86,9% Oscar Stackelberg (F) 86,9% Axel Key (F) 86,8% Adolf Erik Nordenskiöld (F) 86,8% Carl Grafström (F) 86,8% Sixten von Friesen (F) 86,8% Otto Höglund (F) 86,8% Ernst Beckman (F) 86,7% Per Siljeström (F) 86,7% Wilhelm Walldén (F) 69,9% Sigurd Lovén (F) 69,9% Theodor Winborg (F) 69,9% Johan Johansson (F) 69,9% Johan Ohlsson (F) 69,9% Erik Elliot (F) 69,9% Henrik Fredholm (F) 69,9% Erik Nyström (F) 69,7% Gustaf Ericsson (F) 69,4% Emil Hammarlund (F) 69,3% Richard Gustafsson (F) 69,2% August Östergren (P) 30,5% Robert Almström (P) 30,5% Richard Åkerman (P) 30,5% Erik Edlund (P) 30,4% Gustaf de Laval (P) 30,3% Ulric Widström (P) 30,3% Wilhelm Carlson (P) 30,3% Conrad Svanberg (P) 30,3% Carl Nyström (P) 30,2% Gustaf Blomdahl (P) 30,2% Jesper Crusebjörn (F) 17,6% Gustaf Lindmark (P) 13,5% August Hård af Segerstad (P) 13,4% Robert Schubert (P) 13,4% Carl Knut Edberg (P) 13,4% Otto Fahnehielm (P) 13,4% Viktor Ramstedt (P) 13,3% Gustaf Berndes (P) 13,3% Anton Bexelius (P) 13,3% Magnus Lund (P) 13,3% Feodor Werner (P) 13,3% Paul Isberg (P) 13,2% |
| Stockholms stad | Alfred Fock             | Frihandlare         | 99,3%               | Ledamoten omvaldes           | Alfred Fock (F) 86,9% Johan Sjöberg (F) 86,9% Oscar Stackelberg (F) 86,9% Axel Key (F) 86,8% Adolf Erik Nordenskiöld (F) 86,8% Carl Grafström (F) 86,8% Sixten von Friesen (F) 86,8% Otto Höglund (F) 86,8% Ernst Beckman (F) 86,7% Per Siljeström (F) 86,7% Wilhelm Walldén (F) 69,9% Sigurd Lovén (F) 69,9% Theodor Winborg (F) 69,9% Johan Johansson (F) 69,9% Johan Ohlsson (F) 69,9% Erik Elliot (F) 69,9% Henrik Fredholm (F) 69,9% Erik Nyström (F) 69,7% Gustaf Ericsson (F) 69,4% Emil Hammarlund (F) 69,3% Richard Gustafsson (F) 69,2% August Östergren (P) 30,5% Robert Almström (P) 30,5% Richard Åkerman (P) 30,5% Erik Edlund (P) 30,4% Gustaf de Laval (P) 30,3% Ulric Widström (P) 30,3% Wilhelm Carlson (P) 30,3% Conrad Svanberg (P) 30,3% Carl Nyström (P) 30,2% Gustaf Blomdahl (P) 30,2% Jesper Crusebjörn (F) 17,6% Gustaf Lindmark (P) 13,5% August Hård af Segerstad (P) 13,4% Robert Schubert (P) 13,4% Carl Knut Edberg (P) 13,4% Otto Fahnehielm (P) 13,4% Viktor Ramstedt (P) 13,3% Gustaf Berndes (P) 13,3% Anton Bexelius (P) 13,3% Magnus Lund (P) 13,3% Feodor Werner (P) 13,3% Paul Isberg (P) 13,2% |
| Stockholms stad | Johan Ohlsson           | Frihandlare         | 99,2%               | Ledamoten omvaldes           | Alfred Fock (F) 86,9% Johan Sjöberg (F) 86,9% Oscar Stackelberg (F) 86,9% Axel Key (F) 86,8% Adolf Erik Nordenskiöld (F) 86,8% Carl Grafström (F) 86,8% Sixten von Friesen (F) 86,8% Otto Höglund (F) 86,8% Ernst Beckman (F) 86,7% Per Siljeström (F) 86,7% Wilhelm Walldén (F) 69,9% Sigurd Lovén (F) 69,9% Theodor Winborg (F) 69,9% Johan Johansson (F) 69,9% Johan Ohlsson (F) 69,9% Erik Elliot (F) 69,9% Henrik Fredholm (F) 69,9% Erik Nyström (F) 69,7% Gustaf Ericsson (F) 69,4% Emil Hammarlund (F) 69,3% Richard Gustafsson (F) 69,2% August Östergren (P) 30,5% Robert Almström (P) 30,5% Richard Åkerman (P) 30,5% Erik Edlund (P) 30,4% Gustaf de Laval (P) 30,3% Ulric Widström (P) 30,3% Wilhelm Carlson (P) 30,3% Conrad Svanberg (P) 30,3% Carl Nyström (P) 30,2% Gustaf Blomdahl (P) 30,2% Jesper Crusebjörn (F) 17,6% Gustaf Lindmark (P) 13,5% August Hård af Segerstad (P) 13,4% Robert Schubert (P) 13,4% Carl Knut Edberg (P) 13,4% Otto Fahnehielm (P) 13,4% Viktor Ramstedt (P) 13,3% Gustaf Berndes (P) 13,3% Anton Bexelius (P) 13,3% Magnus Lund (P) 13,3% Feodor Werner (P) 13,3% Paul Isberg (P) 13,2% |
| Stockholms stad | Adolf Erik Nordenskiöld | Frihandlare         | 98,9%               | Ledamoten omvaldes           | Alfred Fock (F) 86,9% Johan Sjöberg (F) 86,9% Oscar Stackelberg (F) 86,9% Axel Key (F) 86,8% Adolf Erik Nordenskiöld (F) 86,8% Carl Grafström (F) 86,8% Sixten von Friesen (F) 86,8% Otto Höglund (F) 86,8% Ernst Beckman (F) 86,7% Per Siljeström (F) 86,7% Wilhelm Walldén (F) 69,9% Sigurd Lovén (F) 69,9% Theodor Winborg (F) 69,9% Johan Johansson (F) 69,9% Johan Ohlsson (F) 69,9% Erik Elliot (F) 69,9% Henrik Fredholm (F) 69,9% Erik Nyström (F) 69,7% Gustaf Ericsson (F) 69,4% Emil Hammarlund (F) 69,3% Richard Gustafsson (F) 69,2% August Östergren (P) 30,5% Robert Almström (P) 30,5% Richard Åkerman (P) 30,5% Erik Edlund (P) 30,4% Gustaf de Laval (P) 30,3% Ulric Widström (P) 30,3% Wilhelm Carlson (P) 30,3% Conrad Svanberg (P) 30,3% Carl Nyström (P) 30,2% Gustaf Blomdahl (P) 30,2% Jesper Crusebjörn (F) 17,6% Gustaf Lindmark (P) 13,5% August Hård af Segerstad (P) 13,4% Robert Schubert (P) 13,4% Carl Knut Edberg (P) 13,4% Otto Fahnehielm (P) 13,4% Viktor Ramstedt (P) 13,3% Gustaf Berndes (P) 13,3% Anton Bexelius (P) 13,3% Magnus Lund (P) 13,3% Feodor Werner (P) 13,3% Paul Isberg (P) 13,2% |
| Stockholms stad | Carl Grafström          | Frihandlare         | 98,5%               | Ledamoten omvaldes           | Alfred Fock (F) 86,9% Johan Sjöberg (F) 86,9% Oscar Stackelberg (F) 86,9% Axel Key (F) 86,8% Adolf Erik Nordenskiöld (F) 86,8% Carl Grafström (F) 86,8% Sixten von Friesen (F) 86,8% Otto Höglund (F) 86,8% Ernst Beckman (F) 86,7% Per Siljeström (F) 86,7% Wilhelm Walldén (F) 69,9% Sigurd Lovén (F) 69,9% Theodor Winborg (F) 69,9% Johan Johansson (F) 69,9% Johan Ohlsson (F) 69,9% Erik Elliot (F) 69,9% Henrik Fredholm (F) 69,9% Erik Nyström (F) 69,7% Gustaf Ericsson (F) 69,4% Emil Hammarlund (F) 69,3% Richard Gustafsson (F) 69,2% August Östergren (P) 30,5% Robert Almström (P) 30,5% Richard Åkerman (P) 30,5% Erik Edlund (P) 30,4% Gustaf de Laval (P) 30,3% Ulric Widström (P) 30,3% Wilhelm Carlson (P) 30,3% Conrad Svanberg (P) 30,3% Carl Nyström (P) 30,2% Gustaf Blomdahl (P) 30,2% Jesper Crusebjörn (F) 17,6% Gustaf Lindmark (P) 13,5% August Hård af Segerstad (P) 13,4% Robert Schubert (P) 13,4% Carl Knut Edberg (P) 13,4% Otto Fahnehielm (P) 13,4% Viktor Ramstedt (P) 13,3% Gustaf Berndes (P) 13,3% Anton Bexelius (P) 13,3% Magnus Lund (P) 13,3% Feodor Werner (P) 13,3% Paul Isberg (P) 13,2% |
| Stockholms stad | Henrik Fredholm         | Frihandlare         | 61,5%               | Ledamoten omvaldes           | Alfred Fock (F) 86,9% Johan Sjöberg (F) 86,9% Oscar Stackelberg (F) 86,9% Axel Key (F) 86,8% Adolf Erik Nordenskiöld (F) 86,8% Carl Grafström (F) 86,8% Sixten von Friesen (F) 86,8% Otto Höglund (F) 86,8% Ernst Beckman (F) 86,7% Per Siljeström (F) 86,7% Wilhelm Walldén (F) 69,9% Sigurd Lovén (F) 69,9% Theodor Winborg (F) 69,9% Johan Johansson (F) 69,9% Johan Ohlsson (F) 69,9% Erik Elliot (F) 69,9% Henrik Fredholm (F) 69,9% Erik Nyström (F) 69,7% Gustaf Ericsson (F) 69,4% Emil Hammarlund (F) 69,3% Richard Gustafsson (F) 69,2% August Östergren (P) 30,5% Robert Almström (P) 30,5% Richard Åkerman (P) 30,5% Erik Edlund (P) 30,4% Gustaf de Laval (P) 30,3% Ulric Widström (P) 30,3% Wilhelm Carlson (P) 30,3% Conrad Svanberg (P) 30,3% Carl Nyström (P) 30,2% Gustaf Blomdahl (P) 30,2% Jesper Crusebjörn (F) 17,6% Gustaf Lindmark (P) 13,5% August Hård af Segerstad (P) 13,4% Robert Schubert (P) 13,4% Carl Knut Edberg (P) 13,4% Otto Fahnehielm (P) 13,4% Viktor Ramstedt (P) 13,3% Gustaf Berndes (P) 13,3% Anton Bexelius (P) 13,3% Magnus Lund (P) 13,3% Feodor Werner (P) 13,3% Paul Isberg (P) 13,2% |
| Stockholms stad | Johan Johansson         | Frihandlare         | 61,4%               | Ledamoten omvaldes           | Alfred Fock (F) 86,9% Johan Sjöberg (F) 86,9% Oscar Stackelberg (F) 86,9% Axel Key (F) 86,8% Adolf Erik Nordenskiöld (F) 86,8% Carl Grafström (F) 86,8% Sixten von Friesen (F) 86,8% Otto Höglund (F) 86,8% Ernst Beckman (F) 86,7% Per Siljeström (F) 86,7% Wilhelm Walldén (F) 69,9% Sigurd Lovén (F) 69,9% Theodor Winborg (F) 69,9% Johan Johansson (F) 69,9% Johan Ohlsson (F) 69,9% Erik Elliot (F) 69,9% Henrik Fredholm (F) 69,9% Erik Nyström (F) 69,7% Gustaf Ericsson (F) 69,4% Emil Hammarlund (F) 69,3% Richard Gustafsson (F) 69,2% August Östergren (P) 30,5% Robert Almström (P) 30,5% Richard Åkerman (P) 30,5% Erik Edlund (P) 30,4% Gustaf de Laval (P) 30,3% Ulric Widström (P) 30,3% Wilhelm Carlson (P) 30,3% Conrad Svanberg (P) 30,3% Carl Nyström (P) 30,2% Gustaf Blomdahl (P) 30,2% Jesper Crusebjörn (F) 17,6% Gustaf Lindmark (P) 13,5% August Hård af Segerstad (P) 13,4% Robert Schubert (P) 13,4% Carl Knut Edberg (P) 13,4% Otto Fahnehielm (P) 13,4% Viktor Ramstedt (P) 13,3% Gustaf Berndes (P) 13,3% Anton Bexelius (P) 13,3% Magnus Lund (P) 13,3% Feodor Werner (P) 13,3% Paul Isberg (P) 13,2% |
| Stockholms stad | Adolf Hedin             | Frihandlare         | 56,5%               | Frihandlarna behöll mandatet | Alfred Fock (F) 86,9% Johan Sjöberg (F) 86,9% Oscar Stackelberg (F) 86,9% Axel Key (F) 86,8% Adolf Erik Nordenskiöld (F) 86,8% Carl Grafström (F) 86,8% Sixten von Friesen (F) 86,8% Otto Höglund (F) 86,8% Ernst Beckman (F) 86,7% Per Siljeström (F) 86,7% Wilhelm Walldén (F) 69,9% Sigurd Lovén (F) 69,9% Theodor Winborg (F) 69,9% Johan Johansson (F) 69,9% Johan Ohlsson (F) 69,9% Erik Elliot (F) 69,9% Henrik Fredholm (F) 69,9% Erik Nyström (F) 69,7% Gustaf Ericsson (F) 69,4% Emil Hammarlund (F) 69,3% Richard Gustafsson (F) 69,2% August Östergren (P) 30,5% Robert Almström (P) 30,5% Richard Åkerman (P) 30,5% Erik Edlund (P) 30,4% Gustaf de Laval (P) 30,3% Ulric Widström (P) 30,3% Wilhelm Carlson (P) 30,3% Conrad Svanberg (P) 30,3% Carl Nyström (P) 30,2% Gustaf Blomdahl (P) 30,2% Jesper Crusebjörn (F) 17,6% Gustaf Lindmark (P) 13,5% August Hård af Segerstad (P) 13,4% Robert Schubert (P) 13,4% Carl Knut Edberg (P) 13,4% Otto Fahnehielm (P) 13,4% Viktor Ramstedt (P) 13,3% Gustaf Berndes (P) 13,3% Anton Bexelius (P) 13,3% Magnus Lund (P) 13,3% Feodor Werner (P) 13,3% Paul Isberg (P) 13,2% |
| Stockholms stad | Sixten von Friesen      | Frihandlare         | 55,8%               | Ledamoten omvaldes           | Alfred Fock (F) 86,9% Johan Sjöberg (F) 86,9% Oscar Stackelberg (F) 86,9% Axel Key (F) 86,8% Adolf Erik Nordenskiöld (F) 86,8% Carl Grafström (F) 86,8% Sixten von Friesen (F) 86,8% Otto Höglund (F) 86,8% Ernst Beckman (F) 86,7% Per Siljeström (F) 86,7% Wilhelm Walldén (F) 69,9% Sigurd Lovén (F) 69,9% Theodor Winborg (F) 69,9% Johan Johansson (F) 69,9% Johan Ohlsson (F) 69,9% Erik Elliot (F) 69,9% Henrik Fredholm (F) 69,9% Erik Nyström (F) 69,7% Gustaf Ericsson (F) 69,4% Emil Hammarlund (F) 69,3% Richard Gustafsson (F) 69,2% August Östergren (P) 30,5% Robert Almström (P) 30,5% Richard Åkerman (P) 30,5% Erik Edlund (P) 30,4% Gustaf de Laval (P) 30,3% Ulric Widström (P) 30,3% Wilhelm Carlson (P) 30,3% Conrad Svanberg (P) 30,3% Carl Nyström (P) 30,2% Gustaf Blomdahl (P) 30,2% Jesper Crusebjörn (F) 17,6% Gustaf Lindmark (P) 13,5% August Hård af Segerstad (P) 13,4% Robert Schubert (P) 13,4% Carl Knut Edberg (P) 13,4% Otto Fahnehielm (P) 13,4% Viktor Ramstedt (P) 13,3% Gustaf Berndes (P) 13,3% Anton Bexelius (P) 13,3% Magnus Lund (P) 13,3% Feodor Werner (P) 13,3% Paul Isberg (P) 13,2% |
| Stockholms stad | Emil Hammarlund         | Frihandlare         | 54,0%               | Ledamoten omvaldes           | Alfred Fock (F) 86,9% Johan Sjöberg (F) 86,9% Oscar Stackelberg (F) 86,9% Axel Key (F) 86,8% Adolf Erik Nordenskiöld (F) 86,8% Carl Grafström (F) 86,8% Sixten von Friesen (F) 86,8% Otto Höglund (F) 86,8% Ernst Beckman (F) 86,7% Per Siljeström (F) 86,7% Wilhelm Walldén (F) 69,9% Sigurd Lovén (F) 69,9% Theodor Winborg (F) 69,9% Johan Johansson (F) 69,9% Johan Ohlsson (F) 69,9% Erik Elliot (F) 69,9% Henrik Fredholm (F) 69,9% Erik Nyström (F) 69,7% Gustaf Ericsson (F) 69,4% Emil Hammarlund (F) 69,3% Richard Gustafsson (F) 69,2% August Östergren (P) 30,5% Robert Almström (P) 30,5% Richard Åkerman (P) 30,5% Erik Edlund (P) 30,4% Gustaf de Laval (P) 30,3% Ulric Widström (P) 30,3% Wilhelm Carlson (P) 30,3% Conrad Svanberg (P) 30,3% Carl Nyström (P) 30,2% Gustaf Blomdahl (P) 30,2% Jesper Crusebjörn (F) 17,6% Gustaf Lindmark (P) 13,5% August Hård af Segerstad (P) 13,4% Robert Schubert (P) 13,4% Carl Knut Edberg (P) 13,4% Otto Fahnehielm (P) 13,4% Viktor Ramstedt (P) 13,3% Gustaf Berndes (P) 13,3% Anton Bexelius (P) 13,3% Magnus Lund (P) 13,3% Feodor Werner (P) 13,3% Paul Isberg (P) 13,2% |
| Stockholms stad | Wilhelm Carlson         | Protektionist       | 53,5%               | Frihandlare vann mandatet    | Alfred Fock (F) 86,9% Johan Sjöberg (F) 86,9% Oscar Stackelberg (F) 86,9% Axel Key (F) 86,8% Adolf Erik Nordenskiöld (F) 86,8% Carl Grafström (F) 86,8% Sixten von Friesen (F) 86,8% Otto Höglund (F) 86,8% Ernst Beckman (F) 86,7% Per Siljeström (F) 86,7% Wilhelm Walldén (F) 69,9% Sigurd Lovén (F) 69,9% Theodor Winborg (F) 69,9% Johan Johansson (F) 69,9% Johan Ohlsson (F) 69,9% Erik Elliot (F) 69,9% Henrik Fredholm (F) 69,9% Erik Nyström (F) 69,7% Gustaf Ericsson (F) 69,4% Emil Hammarlund (F) 69,3% Richard Gustafsson (F) 69,2% August Östergren (P) 30,5% Robert Almström (P) 30,5% Richard Åkerman (P) 30,5% Erik Edlund (P) 30,4% Gustaf de Laval (P) 30,3% Ulric Widström (P) 30,3% Wilhelm Carlson (P) 30,3% Conrad Svanberg (P) 30,3% Carl Nyström (P) 30,2% Gustaf Blomdahl (P) 30,2% Jesper Crusebjörn (F) 17,6% Gustaf Lindmark (P) 13,5% August Hård af Segerstad (P) 13,4% Robert Schubert (P) 13,4% Carl Knut Edberg (P) 13,4% Otto Fahnehielm (P) 13,4% Viktor Ramstedt (P) 13,3% Gustaf Berndes (P) 13,3% Anton Bexelius (P) 13,3% Magnus Lund (P) 13,3% Feodor Werner (P) 13,3% Paul Isberg (P) 13,2% |
| Stockholms stad | Erik Nyström            | Frihandlare         | 53,3%               | Ledamoten omvaldes           | Alfred Fock (F) 86,9% Johan Sjöberg (F) 86,9% Oscar Stackelberg (F) 86,9% Axel Key (F) 86,8% Adolf Erik Nordenskiöld (F) 86,8% Carl Grafström (F) 86,8% Sixten von Friesen (F) 86,8% Otto Höglund (F) 86,8% Ernst Beckman (F) 86,7% Per Siljeström (F) 86,7% Wilhelm Walldén (F) 69,9% Sigurd Lovén (F) 69,9% Theodor Winborg (F) 69,9% Johan Johansson (F) 69,9% Johan Ohlsson (F) 69,9% Erik Elliot (F) 69,9% Henrik Fredholm (F) 69,9% Erik Nyström (F) 69,7% Gustaf Ericsson (F) 69,4% Emil Hammarlund (F) 69,3% Richard Gustafsson (F) 69,2% August Östergren (P) 30,5% Robert Almström (P) 30,5% Richard Åkerman (P) 30,5% Erik Edlund (P) 30,4% Gustaf de Laval (P) 30,3% Ulric Widström (P) 30,3% Wilhelm Carlson (P) 30,3% Conrad Svanberg (P) 30,3% Carl Nyström (P) 30,2% Gustaf Blomdahl (P) 30,2% Jesper Crusebjörn (F) 17,6% Gustaf Lindmark (P) 13,5% August Hård af Segerstad (P) 13,4% Robert Schubert (P) 13,4% Carl Knut Edberg (P) 13,4% Otto Fahnehielm (P) 13,4% Viktor Ramstedt (P) 13,3% Gustaf Berndes (P) 13,3% Anton Bexelius (P) 13,3% Magnus Lund (P) 13,3% Feodor Werner (P) 13,3% Paul Isberg (P) 13,2% |
| Stockholms stad | Jakob Erikson           | Frihandlare         | 52,5%               | Frihandlarna behöll mandatet | Alfred Fock (F) 86,9% Johan Sjöberg (F) 86,9% Oscar Stackelberg (F) 86,9% Axel Key (F) 86,8% Adolf Erik Nordenskiöld (F) 86,8% Carl Grafström (F) 86,8% Sixten von Friesen (F) 86,8% Otto Höglund (F) 86,8% Ernst Beckman (F) 86,7% Per Siljeström (F) 86,7% Wilhelm Walldén (F) 69,9% Sigurd Lovén (F) 69,9% Theodor Winborg (F) 69,9% Johan Johansson (F) 69,9% Johan Ohlsson (F) 69,9% Erik Elliot (F) 69,9% Henrik Fredholm (F) 69,9% Erik Nyström (F) 69,7% Gustaf Ericsson (F) 69,4% Emil Hammarlund (F) 69,3% Richard Gustafsson (F) 69,2% August Östergren (P) 30,5% Robert Almström (P) 30,5% Richard Åkerman (P) 30,5% Erik Edlund (P) 30,4% Gustaf de Laval (P) 30,3% Ulric Widström (P) 30,3% Wilhelm Carlson (P) 30,3% Conrad Svanberg (P) 30,3% Carl Nyström (P) 30,2% Gustaf Blomdahl (P) 30,2% Jesper Crusebjörn (F) 17,6% Gustaf Lindmark (P) 13,5% August Hård af Segerstad (P) 13,4% Robert Schubert (P) 13,4% Carl Knut Edberg (P) 13,4% Otto Fahnehielm (P) 13,4% Viktor Ramstedt (P) 13,3% Gustaf Berndes (P) 13,3% Anton Bexelius (P) 13,3% Magnus Lund (P) 13,3% Feodor Werner (P) 13,3% Paul Isberg (P) 13,2% |
| Stockholms stad | Per Siljeström          | Frihandlare         | 51,3%               | Ledamoten omvaldes           | Alfred Fock (F) 86,9% Johan Sjöberg (F) 86,9% Oscar Stackelberg (F) 86,9% Axel Key (F) 86,8% Adolf Erik Nordenskiöld (F) 86,8% Carl Grafström (F) 86,8% Sixten von Friesen (F) 86,8% Otto Höglund (F) 86,8% Ernst Beckman (F) 86,7% Per Siljeström (F) 86,7% Wilhelm Walldén (F) 69,9% Sigurd Lovén (F) 69,9% Theodor Winborg (F) 69,9% Johan Johansson (F) 69,9% Johan Ohlsson (F) 69,9% Erik Elliot (F) 69,9% Henrik Fredholm (F) 69,9% Erik Nyström (F) 69,7% Gustaf Ericsson (F) 69,4% Emil Hammarlund (F) 69,3% Richard Gustafsson (F) 69,2% August Östergren (P) 30,5% Robert Almström (P) 30,5% Richard Åkerman (P) 30,5% Erik Edlund (P) 30,4% Gustaf de Laval (P) 30,3% Ulric Widström (P) 30,3% Wilhelm Carlson (P) 30,3% Conrad Svanberg (P) 30,3% Carl Nyström (P) 30,2% Gustaf Blomdahl (P) 30,2% Jesper Crusebjörn (F) 17,6% Gustaf Lindmark (P) 13,5% August Hård af Segerstad (P) 13,4% Robert Schubert (P) 13,4% Carl Knut Edberg (P) 13,4% Otto Fahnehielm (P) 13,4% Viktor Ramstedt (P) 13,3% Gustaf Berndes (P) 13,3% Anton Bexelius (P) 13,3% Magnus Lund (P) 13,3% Feodor Werner (P) 13,3% Paul Isberg (P) 13,2% |
| Stockholms stad | Richard Gustafsson      | Frihandlare         | 50,4%               | Ledamoten omvaldes           | Alfred Fock (F) 86,9% Johan Sjöberg (F) 86,9% Oscar Stackelberg (F) 86,9% Axel Key (F) 86,8% Adolf Erik Nordenskiöld (F) 86,8% Carl Grafström (F) 86,8% Sixten von Friesen (F) 86,8% Otto Höglund (F) 86,8% Ernst Beckman (F) 86,7% Per Siljeström (F) 86,7% Wilhelm Walldén (F) 69,9% Sigurd Lovén (F) 69,9% Theodor Winborg (F) 69,9% Johan Johansson (F) 69,9% Johan Ohlsson (F) 69,9% Erik Elliot (F) 69,9% Henrik Fredholm (F) 69,9% Erik Nyström (F) 69,7% Gustaf Ericsson (F) 69,4% Emil Hammarlund (F) 69,3% Richard Gustafsson (F) 69,2% August Östergren (P) 30,5% Robert Almström (P) 30,5% Richard Åkerman (P) 30,5% Erik Edlund (P) 30,4% Gustaf de Laval (P) 30,3% Ulric Widström (P) 30,3% Wilhelm Carlson (P) 30,3% Conrad Svanberg (P) 30,3% Carl Nyström (P) 30,2% Gustaf Blomdahl (P) 30,2% Jesper Crusebjörn (F) 17,6% Gustaf Lindmark (P) 13,5% August Hård af Segerstad (P) 13,4% Robert Schubert (P) 13,4% Carl Knut Edberg (P) 13,4% Otto Fahnehielm (P) 13,4% Viktor Ramstedt (P) 13,3% Gustaf Berndes (P) 13,3% Anton Bexelius (P) 13,3% Magnus Lund (P) 13,3% Feodor Werner (P) 13,3% Paul Isberg (P) 13,2% |
| Stockholms stad | Gustaf Ericsson         | Frihandlare         | 50,1%               | Ledamoten omvaldes           | Alfred Fock (F) 86,9% Johan Sjöberg (F) 86,9% Oscar Stackelberg (F) 86,9% Axel Key (F) 86,8% Adolf Erik Nordenskiöld (F) 86,8% Carl Grafström (F) 86,8% Sixten von Friesen (F) 86,8% Otto Höglund (F) 86,8% Ernst Beckman (F) 86,7% Per Siljeström (F) 86,7% Wilhelm Walldén (F) 69,9% Sigurd Lovén (F) 69,9% Theodor Winborg (F) 69,9% Johan Johansson (F) 69,9% Johan Ohlsson (F) 69,9% Erik Elliot (F) 69,9% Henrik Fredholm (F) 69,9% Erik Nyström (F) 69,7% Gustaf Ericsson (F) 69,4% Emil Hammarlund (F) 69,3% Richard Gustafsson (F) 69,2% August Östergren (P) 30,5% Robert Almström (P) 30,5% Richard Åkerman (P) 30,5% Erik Edlund (P) 30,4% Gustaf de Laval (P) 30,3% Ulric Widström (P) 30,3% Wilhelm Carlson (P) 30,3% Conrad Svanberg (P) 30,3% Carl Nyström (P) 30,2% Gustaf Blomdahl (P) 30,2% Jesper Crusebjörn (F) 17,6% Gustaf Lindmark (P) 13,5% August Hård af Segerstad (P) 13,4% Robert Schubert (P) 13,4% Carl Knut Edberg (P) 13,4% Otto Fahnehielm (P) 13,4% Viktor Ramstedt (P) 13,3% Gustaf Berndes (P) 13,3% Anton Bexelius (P) 13,3% Magnus Lund (P) 13,3% Feodor Werner (P) 13,3% Paul Isberg (P) 13,2% |
| Stockholms stad | Ernst Beckman           | Frihandlare         | 47,3% (1886)        | Ledamoten omvaldes           | Alfred Fock (F) 86,9% Johan Sjöberg (F) 86,9% Oscar Stackelberg (F) 86,9% Axel Key (F) 86,8% Adolf Erik Nordenskiöld (F) 86,8% Carl Grafström (F) 86,8% Sixten von Friesen (F) 86,8% Otto Höglund (F) 86,8% Ernst Beckman (F) 86,7% Per Siljeström (F) 86,7% Wilhelm Walldén (F) 69,9% Sigurd Lovén (F) 69,9% Theodor Winborg (F) 69,9% Johan Johansson (F) 69,9% Johan Ohlsson (F) 69,9% Erik Elliot (F) 69,9% Henrik Fredholm (F) 69,9% Erik Nyström (F) 69,7% Gustaf Ericsson (F) 69,4% Emil Hammarlund (F) 69,3% Richard Gustafsson (F) 69,2% August Östergren (P) 30,5% Robert Almström (P) 30,5% Richard Åkerman (P) 30,5% Erik Edlund (P) 30,4% Gustaf de Laval (P) 30,3% Ulric Widström (P) 30,3% Wilhelm Carlson (P) 30,3% Conrad Svanberg (P) 30,3% Carl Nyström (P) 30,2% Gustaf Blomdahl (P) 30,2% Jesper Crusebjörn (F) 17,6% Gustaf Lindmark (P) 13,5% August Hård af Segerstad (P) 13,4% Robert Schubert (P) 13,4% Carl Knut Edberg (P) 13,4% Otto Fahnehielm (P) 13,4% Viktor Ramstedt (P) 13,3% Gustaf Berndes (P) 13,3% Anton Bexelius (P) 13,3% Magnus Lund (P) 13,3% Feodor Werner (P) 13,3% Paul Isberg (P) 13,2% |
| Stockholms stad | Nytt riksdagsmandat     | Nytt riksdagsmandat | Nytt riksdagsmandat | Frihandlare vann mandatet    | Alfred Fock (F) 86,9% Johan Sjöberg (F) 86,9% Oscar Stackelberg (F) 86,9% Axel Key (F) 86,8% Adolf Erik Nordenskiöld (F) 86,8% Carl Grafström (F) 86,8% Sixten von Friesen (F) 86,8% Otto Höglund (F) 86,8% Ernst Beckman (F) 86,7% Per Siljeström (F) 86,7% Wilhelm Walldén (F) 69,9% Sigurd Lovén (F) 69,9% Theodor Winborg (F) 69,9% Johan Johansson (F) 69,9% Johan Ohlsson (F) 69,9% Erik Elliot (F) 69,9% Henrik Fredholm (F) 69,9% Erik Nyström (F) 69,7% Gustaf Ericsson (F) 69,4% Emil Hammarlund (F) 69,3% Richard Gustafsson (F) 69,2% August Östergren (P) 30,5% Robert Almström (P) 30,5% Richard Åkerman (P) 30,5% Erik Edlund (P) 30,4% Gustaf de Laval (P) 30,3% Ulric Widström (P) 30,3% Wilhelm Carlson (P) 30,3% Conrad Svanberg (P) 30,3% Carl Nyström (P) 30,2% Gustaf Blomdahl (P) 30,2% Jesper Crusebjörn (F) 17,6% Gustaf Lindmark (P) 13,5% August Hård af Segerstad (P) 13,4% Robert Schubert (P) 13,4% Carl Knut Edberg (P) 13,4% Otto Fahnehielm (P) 13,4% Viktor Ramstedt (P) 13,3% Gustaf Berndes (P) 13,3% Anton Bexelius (P) 13,3% Magnus Lund (P) 13,3% Feodor Werner (P) 13,3% Paul Isberg (P) 13,2% |
| Stockholms stad | Nytt riksdagsmandat     | Nytt riksdagsmandat | Nytt riksdagsmandat | Frihandlare vann mandatet    | Alfred Fock (F) 86,9% Johan Sjöberg (F) 86,9% Oscar Stackelberg (F) 86,9% Axel Key (F) 86,8% Adolf Erik Nordenskiöld (F) 86,8% Carl Grafström (F) 86,8% Sixten von Friesen (F) 86,8% Otto Höglund (F) 86,8% Ernst Beckman (F) 86,7% Per Siljeström (F) 86,7% Wilhelm Walldén (F) 69,9% Sigurd Lovén (F) 69,9% Theodor Winborg (F) 69,9% Johan Johansson (F) 69,9% Johan Ohlsson (F) 69,9% Erik Elliot (F) 69,9% Henrik Fredholm (F) 69,9% Erik Nyström (F) 69,7% Gustaf Ericsson (F) 69,4% Emil Hammarlund (F) 69,3% Richard Gustafsson (F) 69,2% August Östergren (P) 30,5% Robert Almström (P) 30,5% Richard Åkerman (P) 30,5% Erik Edlund (P) 30,4% Gustaf de Laval (P) 30,3% Ulric Widström (P) 30,3% Wilhelm Carlson (P) 30,3% Conrad Svanberg (P) 30,3% Carl Nyström (P) 30,2% Gustaf Blomdahl (P) 30,2% Jesper Crusebjörn (F) 17,6% Gustaf Lindmark (P) 13,5% August Hård af Segerstad (P) 13,4% Robert Schubert (P) 13,4% Carl Knut Edberg (P) 13,4% Otto Fahnehielm (P) 13,4% Viktor Ramstedt (P) 13,3% Gustaf Berndes (P) 13,3% Anton Bexelius (P) 13,3% Magnus Lund (P) 13,3% Feodor Werner (P) 13,3% Paul Isberg (P) 13,2% |

### Stockholms län
| Valkrets                                                        | Innan valet            | Innan valet   | Innan valet    | Utfall                            | Valresultat                                                |
| Valkrets                                                        | Riksdagsledamot        | I tullfrågan  | Röstandel 1884 | Utfall                            | Valresultat                                                |
| --------------------------------------------------------------- | ---------------------- | ------------- | -------------- | --------------------------------- | ---------------------------------------------------------- |
| Norra Roslag                                                    | Pehr Pehrsson          | Protektionist | 91,2%          | Ledamoten omvaldes                | Pehr Pehrsson (P) 66,7% Erik Persson (F) 27,8%             |
| Mellersta Roslag                                                | Gustaf Jansson         | Protektionist | 77,8%          | Protektionisterna behöll mandatet | Erik Åkerlund (P) 67,9% Hjalmar Åkerberg (F) 32,1%         |
| Södra Roslag                                                    | Erik Gustaf Boström    | Protektionist | 92,7%          | Ledamoten omvaldes                | Erik Gustaf Boström (P) 68,2% Axel Lindberg (F) 31,8%      |
| Västra domsagan                                                 | Gustaf Fredrik Östberg | Protektionist | 66,7%          | Ledamoten omvaldes                | Gustaf Fredrik Östberg (P) 87,1% Rudolf Hennings (F) 12,9% |
| Södertörns domsaga                                              | Klas Pontus Arnoldson  | Frihandlare   | 58,6%          | Protektionist vann mandatet       | Gustaf Sundling (P) 94,0% Närmaste kandidat 0,3%           |
| Södertälje, Norrtälje, Vaxholm, Öregrund, Östhammar och Sigtuna | Ny valkrets            | Ny valkrets   | Ny valkrets    | Frihandlare vann mandatet         | Anton Martin (F) 78,3% Gustaf Ekdahl (P) 21,7%             |

### Uppsala län
| Valkrets            | Innan valet         | Innan valet         | Innan valet         | Utfall                      | Valresultat                                                                                           |
| Valkrets            | Riksdagsledamot     | I tullfrågan        | Röstandel 1884      | Utfall                      | Valresultat                                                                                           |
| ------------------- | ------------------- | ------------------- | ------------------- | --------------------------- | --- |
| Norunda och Örbyhus | Johan Eric Ericsson | Protektionist       | 54,8%               | Ledamoten omvaldes          | Johan Eric Ericsson (P) 56,3% Bernhard Martin (F) 40,6%                                               |
| Olands härad        | Karl Holmgren       | Protektionist       | 73,1%               | Frihandlare vann mandatet   | Johan Löfberg (F) 50,0% Karl Holmgren (P) 50,0%                                                       |
| Mellersta domsagan  | Jan Eliasson        | Protektionist       | 69,8%               | Ledamoten omvaldes          | Jan Eliasson (P) 97,7% Fredrik Åkerman (P) 2,3%                                                       |
| Södra domsagan      | Lars Mallmin        | Protektionist       | 91,9%               | Ledamoten omvaldes          | Lars Mallmin (P) 100,0%                                                                               |
| Uppsala stad        | Herman Rydin        | Protektionist       | 68,4%               | Ledamoten omvaldes          | Herman Rydin (P) 70,2% Zakarias Larsson (P) 66,0% Claes Annerstedt (F) 33,1% Johan von Bahr (F) 29,6% |
| Uppsala stad        | Nytt riksdagsmandat | Nytt riksdagsmandat | Nytt riksdagsmandat | Protektionist vann mandatet | Herman Rydin (P) 70,2% Zakarias Larsson (P) 66,0% Claes Annerstedt (F) 33,1% Johan von Bahr (F) 29,6% |

### Södermanlands län
| Valkrets                 | Innan valet        | Innan valet   | Innan valet    | Utfall                    | Valresultat                                               |
| Valkrets                 | Riksdagsledamot    | I tullfrågan  | Röstandel 1884 | Utfall                    | Valresultat                                               |
| ------------------------ | ------------------ | ------------- | -------------- | ------------------------- | --------------------------------------------------------- |
| Jönåkers härad           | Fredric Pettersson | Protektionist | 54,5%          | Ledamoten omvaldes        | Fredric Pettersson (P) 61,1% Carl Adolf Ammilon (F) 38,4% |
| Rönö, Hölebo och Daga    | Carl Andersson     | Protektionist | 68,3%          | Ledamoten omvaldes        | Carl Andersson (P) 75,8% Karl Lagerqvist (F) 22,4%        |
| Oppunda härad            | Nils Olsson        | Protektionist | 64,2%          | Ledamoten omvaldes        | Nils Olsson (P) 56,6% Carl Carlson Bonde (F) 43,2%        |
| Villåttinge härad        | Eric Forsselius    | Protektionist | 54,8%          | Ledamoten omvaldes        | Eric Forsselius (P) 65,4% Johan Andersson (F) 34,6%       |
| Livgedingets domsaga     | Carl Andersson     | Protektionist | 51,8%          | Ledamoten omvaldes        | Carl Andersson (P) 75,8% Carl Flodqvist (F) 23,2%         |
| Eskilstuna och Strängnäs | Ny valkrets        | Ny valkrets   | Ny valkrets    | Frihandlare vann mandatet | Knut Söderblom (F) 100,0%                                 |

### Östergötlands län
| Valkrets                                       | Innan valet         | Innan valet   | Innan valet    | Utfall                      | Valresultat                                                                                            |
| Valkrets                                       | Riksdagsledamot     | I tullfrågan  | Röstandel 1884 | Utfall                      | Valresultat                                                                                            |
| ---------------------------------------------- | ------------------- | ------------- | -------------- | --------------------------- | --- |
| Kinda och Ydre                                 | Axel Petersson      | Protektionist | 83,4%          | Ledamoten omvaldes          | Axel Petersson (P) 94,6% Axel Andersson (F) 4,7%                                                       |
| Björkekind, Östkind, Lösing, Bråbo och Memming | Christian Ekeborgh  | Protektionist | 40,2%          | Ledamoten omvaldes          | Christian Ekeborgh (P) 91,3% Thure Lybeck (F) 6,2%                                                     |
| Lysing och Göstring                            | Johan Ericsson      | Protektionist | 32,8%          | Ledamoten omvaldes          | Johan Ericsson (P) 89,1% Hjalmar Hazelius (F) 9,8%                                                     |
| Åkerbo, Bankekind och Hanekind                 | Oscar Larsson       | Protektionist | 67,7% (1887)   | Ledamoten omvaldes          | Oscar Larsson (P) 97,7% Johan Jonsson (F) 2,1%                                                         |
| Vifolka, Valkebo och Gullberg                  | Gustaf Andersson    | Protektionist | 44,0%          | Ledamoten omvaldes          | Gustaf Andersson (P) 88,5% Jakob Magnusson (F) 10,9%                                                   |
| Finspånga län                                  | John Örwall         | Protektionist | 51,3%          | Frihandlare vann mandatet   | Per Gustaf Petersson (F) 55,0% John Örwall (P) 44,6%                                                   |
| Aska, Dal och Boberg                           | Carl Jakob Jakobson | Protektionist | 51,9%          | Ledamoten omvaldes          | Carl Jakob Jakobson (P) 84,1% Kristofer Gustafsson (F) 15,8%                                           |
| Hammarkind och Skärkind                        | Anders Magnusson    | Protektionist | 55,2%          | Ledamoten omvaldes          | Anders Magnusson (P) 70,4% August Henricson (F) 25,5%                                                  |
| Linköpings stad                                | Nils Östling        | Frihandlare   | 50,7%          | Protektionist vann mandatet | Christoffer Anjou (P) 57,1% Nils Östling (F) 42,9%                                                     |
| Norrköpings stad                               | Gustaf Lönegren     | Protektionist | 96,1%          | Ledamoten omvaldes          | Gustaf Lönegren (P) 89,2% Axel Swartling (P) 89,1% Christian Eberstein (F) 10,8% Carl Swartz (F) 10,6% |
| Norrköpings stad                               | Axel Swartling      | Protektionist | 76,8%          | Ledamoten omvaldes          | Gustaf Lönegren (P) 89,2% Axel Swartling (P) 89,1% Christian Eberstein (F) 10,8% Carl Swartz (F) 10,6% |

### Jönköpings län
| Valkrets              | Innan valet           | Innan valet   | Innan valet    | Utfall                    | Valresultat                                              |
| Valkrets              | Riksdagsledamot       | I tullfrågan  | Röstandel 1884 | Utfall                    | Valresultat                                              |
| --------------------- | --------------------- | ------------- | -------------- | ------------------------- | -------------------------------------------------------- |
| Västra härad          | Johan Sjöberg         | Protektionist | 54,4%          | Ledamoten omvaldes        | Johan Sjöberg (P) 85,6% Magnus Bolander (F) 7,8%         |
| Östra härad           | Samuel Johnson        | Protektionist | 55,1%          | Ledamoten omvaldes        | Samuel Johnson (P) 91,8% Johan August Johansson (P) 5,5% |
| Östbo härad           | Gustaf Svensson       | Protektionist | 50,4%          | Ledamoten omvaldes        | Gustaf Svensson (P) 79,1% Magnus Andersson (F) 18,7%     |
| Västbo härad          | Anders Andersson      | Protektionist | 27,2%          | Ledamoten omvaldes        | Anders Andersson (P) 54,1% Lars Larsson (F) 43,8%        |
| Tveta, Vista och Mo   | Johan Andersson       | Protektionist | 85,1%          | Ledamoten omvaldes        | Johan Andersson (P) 77,5% Carl Orre (F) 22,4%            |
| Norra och Södra Vedbo | Oskar Erickson        | Protektionist | 48,5%          | Ledamoten omvaldes        | Oskar Erickson (P) 98,0% Johan Eriksson 1,2%             |
| Jönköpings stad       | Frans Gustaf Sandwall | Protektionist | 80,1%          | Frihandlare vann mandatet | Bernhard Hay (F) 51,6% Frans Gustaf Sandwall (P) 48,4%   |

### Kronobergs län
| Valkrets                  | Innan valet            | Innan valet   | Innan valet    | Utfall                            | Valresultat                                                                                          |
| Valkrets                  | Riksdagsledamot        | I tullfrågan  | Röstandel 1884 | Utfall                            | Valresultat                                                                                          |
| ------------------------- | ---------------------- | ------------- | -------------- | --------------------------------- | --- |
| Uppvidinge härad          | Johan Petersson        | Protektionist | 54,8%          | Ledamoten omvaldes                | Johan Petersson (P) 58,1% Jonas Jonasson (F) 32,3% Gustaf av Petersens (F) 6,4% Lars Norlén (F) 3,2% |
| Konga härad               | August Sjö             | Protektionist | 49,6%          | Protektionisterna behöll mandatet | Sven Wieslander (P) 56,3% August Sjö (P) 42,4%                                                       |
| Norrvidinge och Kinnevald | Fredrik Petersson      | Frihandlare   | 56,1%          | Protektionist vann mandatet       | Carl Petersson (P) 64,1% Fredrik Petersson (F) 35,9%                                                 |
| Allbo härad               | Johan Pettersson       | Protektionist | 56,9%          | Ledamoten omvaldes                | Johan Pettersson (P) 76,4% Johan Andersson (F) 18,7%                                                 |
| Sunnerbo östra            | Anders Gustaf Jönsson  | Protektionist | 42,2%          | Ledamoten omvaldes                | Anders Gustaf Jönsson (P) 75,8% Carl Isak Bengtsson (F) 23,8%                                        |
| Sunnerbo västra           | Anders Gustaf Björkman | Frihandlare   | 65,9%          | Ledamoten omvaldes                | Anders Gustaf Björkman (F) 73,3% Frithiof Sandberg (P) 22,0%                                         |

### Kalmar län
| Valkrets               | Innan valet            | Innan valet   | Innan valet    | Utfall                    | Valresultat                                                                                             |
| Valkrets               | Riksdagsledamot        | I tullfrågan  | Röstandel 1884 | Utfall                    | Valresultat                                                                                             |
| ---------------------- | ---------------------- | ------------- | -------------- | ------------------------- | --- |
| Norra Tjusts härad     | Jonas Petter Nilsson   | Protektionist | 56,4%          | Ledamoten omvaldes        | Jonas Petter Nilsson (P) 97,6% August Magnusson 0,9%                                                    |
| Södra Tjusts härad     | Otto Redelius          | Protektionist | 68,0% (1886)   | Ledamoten omvaldes        | Otto Redelius (P) 95,8% Otto Liljenstolpe 4,2%                                                          |
| Aspeland och Handbörd  | Carl Johan Petersson   | Protektionist | 39,6%          | Ledamoten omvaldes        | Carl Johan Petersson (P) 71,2% Efraim Jonsson (F) 9,1% Melcher Ekströmer (P) 7,4% Emil Svensén (F) 6,3% |
| Sevede och Tunalän     | Johan Fredrik Carlsson | Protektionist | 73,4%          | Ledamoten omvaldes        | Johan Fredrik Carlsson (P) 80,9% Lars Samuelsson (F) 18,8%                                              |
| Norra Möre och Stranda | Johan Eklund           | Protektionist | 58,5%          | Ledamoten omvaldes        | Johan Eklund (P) 84,9% Carl Boberg (F) 11,8% Axel Berg (F) 2,4%                                         |
| Södra Möre västra      | Alfred Malmström       | Protektionist | 35,7%          | Frihandlare vann mandatet | Olof Bondeson (F) 62,5% Alfred Malmström (P) 35,0%                                                      |
| Södra Möre östra       | Nils Petersson         | Protektionist | 69,6%          | Ledamoten omvaldes        | Nils Petersson (P) 87,0% Gustaf Jonsson (P) 8,7% Sven Malmqvist (P) 4,3%                                |
| Ölands domsaga         | Anders Danielson       | Protektionist | 92,1%          | Ledamoten omvaldes        | Anders Danielson (P) 95,2% Närmaste kandidat 0,1%                                                       |
| Kalmar stad            | August Johansson       | Protektionist | 70,0%          | Frihandlare vann mandatet | Adolf Westrin (F) 68,8% August Johansson (P) 31,0%                                                      |

### Gotlands län
| Valkrets       | Innan valet     | Innan valet   | Innan valet    | Utfall             | Valresultat                                        |
| Valkrets       | Riksdagsledamot | I tullfrågan  | Röstandel 1884 | Utfall             | Valresultat                                        |
| -------------- | --------------- | ------------- | -------------- | ------------------ | -------------------------------------------------- |
| Södra domsagan | Ludvig Norrby   | Protektionist | 53,6% (1886)   | Ledamoten omvaldes | Ludvig Norrby (P) 85,1% Thomas Sätervall (F) 11,2% |
| Norra domsagan | Per Larsson     | Protektionist | 34,9%          | Ledamoten omvaldes | Per Larsson (P) 93,0% Didrik Malmros 3,6%          |

### Blekinge län
| Valkrets                          | Innan valet       | Innan valet   | Innan valet    | Utfall             | Valresultat                                                           |
| Valkrets                          | Riksdagsledamot   | I tullfrågan  | Röstandel 1884 | Utfall             | Valresultat                                                           |
| --------------------------------- | ----------------- | ------------- | -------------- | ------------------ | --------------------------------------------------------------------- |
| Listers domsaga                   | Nils Jönsson      | Protektionist | 46,1%          | Ledamoten omvaldes | Nils Jönsson (P) 71,7% Sven Håkansson (F) 14,5% Ola Månsson (F) 13,2% |
| Bräkne domsaga                    | Pehr Pehrson      | Protektionist | 95,7%          | Ledamoten omvaldes | Pehr Pehrson (P) 88,2% Johan Rydén (F) 11,3%                          |
| Östra härad                       | Anders Swensson   | Protektionist | 100,0%         | Ledamoten omvaldes | Anders Swensson (P) 87,5% August Nilsson (F) 12,5%                    |
| Medelstads domsaga                | August Peterson   | Protektionist | 68,4%          | Ledamoten omvaldes | August Peterson (P) 98,2% Johan Albrecht (F) 1,0%                     |
| Karlskrona stad                   | Carl Frick        | Frihandlare   | 44,0% (1886)   | Ledamoten omvaldes | Carl Frick (F) 89,0% Fredrik von Otter (P) 10,9%                      |
| Karlshamn, Sölvesborg och Ronneby | Albert Lilienberg | Frihandlare   | 76,1% (1885)   | Ledamoten omvaldes | Ernst Meyer (F) 73,9% Albert Lilienberg (F) 25,7%                     |

### Kristianstads län
| Valkrets                    | Innan valet                | Innan valet   | Innan valet    | Utfall                       | Valresultat                                                                |
| Valkrets                    | Riksdagsledamot            | I tullfrågan  | Röstandel 1884 | Utfall                       | Valresultat                                                                |
| --------------------------- | -------------------------- | ------------- | -------------- | ---------------------------- | -------------------------------------------------------------------------- |
| Ingelstad och Järrestad     | Lasse Jönsson              | Protektionist | 90,4%          | Ledamoten omvaldes           | Lasse Jönsson (P) 50,9% Gustaf Sjöstedt (F) 43,4%                          |
| Villands härad              | Anders Nilsson             | Protektionist | 56,4%          | Ledamoten omvaldes           | Anders Nilsson (P) 58,8% Nils Månsson (F) 40,3%                            |
| Östra Göinge                | Per Truedsson              | Frihandlare   | 34,6% (1885)   | Ledamoten omvaldes           | Per Truedsson (F) 71,6% Hans Johansson (P) 28,1%                           |
| Gärd och Albo               | Sven Nilsson               | Frihandlare   | 46,8%          | Ledamoten omvaldes           | Sven Nilsson (F) 67,6% Raoul Hamilton (P) 32,1%                            |
| Västra Göinge               | Ola Bosson Olsson          | Frihandlare   | 82,5%          | Frihandlarna behöll mandatet | Tufve Tufvesson (F) 33,3% Nils Håkansson (P) 33,3% Janne Svensson 33,3%    |
| Norra Åsbo                  | Olof Persson               | Protektionist | 27,0%          | Frihandlare vann mandatet    | Mårten Borgström (F) 43,9% Jöns Hansson (P) 32,0% Carl Johansson (F) 17,7% |
| Södra Åsbo och Bjäre        | Olof Andersson             | Protektionist | 78,6%          | Ledamoten omvaldes           | Olof Andersson (P) 58,3% Ola Nilsson (F) 41,1%                             |
| Kristianstad och Simrishamn | Ehrenfried von der Lancken | Frihandlare   | 85,4%          | Frihandlarna behöll mandatet | Åke Nordenfelt (F) 83,7% Johan Selander (P) 15,6%                          |

### Malmöhus län
| Valkrets                               | Innan valet          | Innan valet   | Innan valet    | Utfall                    | Valresultat |
| Valkrets                               | Riksdagsledamot      | I tullfrågan  | Röstandel 1884 | Utfall                    | Valresultat |
| -------------------------------------- | -------------------- | ------------- | -------------- | ------------------------- | --- |
| Skytt och Oxie                         | Mårten Dahn          | Frihandlare   | 86,0%          | Ledamoten omvaldes        | Mårten Dahn (F) 68,3% Jöns Josefsson (P) 27,9% |
| Färs                                   | Mårten Trulsson      | Protektionist | 80,5%          | Frihandlare vann mandatet | Nils Nilsson (F) 70,3% Nils Nilsson (F) 17,0% Mårten Trulsson (P) 10,5% |
| Frosta                                 | Nils Nilsson         | Frihandlare   | 40,2%          | Ledamoten omvaldes        | Nils Nilsson (F) 67,4% Jöns Olsson (P) 28,6% Nils Persson (P) 2,7% |
| Harjager och Rönneberg                 | Nils Persson         | Frihandlare   | 53,7%          | Ledamoten omvaldes        | Nils Persson (F) 53,2% Jöns Andersson (P) 46,6% |
| Onsjö                                  | Ivar Månsson         | Protektionist | 54,9%          | Ledamoten omvaldes        | Ivar Månsson (P) 65,4% Olof Nilsson (F) 34,1% |
| Luggude norra                          | Anders Olsson        | Frihandlare   | 75,5% (1886)   | Ledamoten omvaldes        | Anders Olsson (F) 75,8% Lars Jönsson (P) 23,5% |
| Luggude södra                          | Anders Persson       | Frihandlare   | 75,0%          | Ledamoten omvaldes        | Anders Persson (F) 80,3% Thomas Persson (P) 18,0% |
| Bara                                   | Jöns Bengtsson       | Frihandlare   | 85,7%          | Ledamoten omvaldes        | Jöns Bengtsson (F) 92,6% Wolmer Wrangel (P) 7,4% |
| Torna                                  | Nils Åkesson         | Protektionist | 42,1% (1885)   | Ledamoten omvaldes        | Nils Åkesson (P) 71,8% Måns Hermansson (F) 28,2% |
| Herrestad och Ljunit                   | Hans Andersson       | Frihandlare   | 94,9%          | Ledamoten omvaldes        | Hans Andersson (F) 89,1% Nils Ohlsson (P) 9,5% |
| Vemmenhög                              | Lars Pålsson         | Frihandlare   | 39,2% (1886)   | Ledamoten omvaldes        | Lars Pålsson (F) 71,2% Per Jönsson (P) 27,3% |
| Malmö stad                             | Carl Andersson       | Frihandlare   | 89,8%          | Ledamoten omvaldes        | Olof Ahlström (F) 96,2% Carl Andersson (F) 95,3% Robert Darin (F) 92,6% Johan Dieden (F) 85,7% Carl Herslow (F) 12,3% Thor Flensburg (F) 6,0% Otto Frick (P) 2,9% Axel Agri (F) 1,3% |
| Malmö stad                             | Olof Ahlström        | Frihandlare   | 58,0%          | Ledamoten omvaldes        | Olof Ahlström (F) 96,2% Carl Andersson (F) 95,3% Robert Darin (F) 92,6% Johan Dieden (F) 85,7% Carl Herslow (F) 12,3% Thor Flensburg (F) 6,0% Otto Frick (P) 2,9% Axel Agri (F) 1,3% |
| Malmö stad                             | Johan Dieden         | Frihandlare   | 54,3%          | Ledamoten omvaldes        | Olof Ahlström (F) 96,2% Carl Andersson (F) 95,3% Robert Darin (F) 92,6% Johan Dieden (F) 85,7% Carl Herslow (F) 12,3% Thor Flensburg (F) 6,0% Otto Frick (P) 2,9% Axel Agri (F) 1,3% |
| Malmö stad                             | Robert Darin         | Frihandlare   | 47,7% (1886)   | Ledamoten omvaldes        | Olof Ahlström (F) 96,2% Carl Andersson (F) 95,3% Robert Darin (F) 92,6% Johan Dieden (F) 85,7% Carl Herslow (F) 12,3% Thor Flensburg (F) 6,0% Otto Frick (P) 2,9% Axel Agri (F) 1,3% |
| Lunds stad                             | Eskilander Thomasson | Frihandlare   | 93,8%          | Ledamoten omvaldes        | Eskilander Thomasson (F) 88,2% Gustaf Lagergren (P) 11,5% |
| Helsingborgs stad                      | Aron Siöcrona        | Frihandlare   | 50,1%          | Ledamoten omvaldes        | Aron Siöcrona (F) 79,3% Peter von Möller (P) 19,2% |
| Landskrona stad                        | Gustaf Thestrup      | Frihandlare   | 50,2%          | Ledamoten omvaldes        | Gustaf Thestrup (F) 97,9% Walter Hamilton 0,9% |
| Ystad, Skanör Falsterbo och Trelleborg | Gustaf Smith         | Frihandlare   | 58,2%          | Ledamoten omvaldes        | Gustaf Smith (F) 59,3% Axel Svensson (F) 40,5% |

### Hallands län
| Valkrets                                   | Innan valet          | Innan valet   | Innan valet    | Utfall             | Valresultat                                              |
| Valkrets                                   | Riksdagsledamot      | I tullfrågan  | Röstandel 1884 | Utfall             | Valresultat                                              |
| ------------------------------------------ | -------------------- | ------------- | -------------- | ------------------ | -------------------------------------------------------- |
| Halmstad och Tönnersjö                     | Ivar Lyttkens        | Frihandlare   | 62,0%          | Ledamoten omvaldes | Ivar Lyttkens (F) 67,9% Wilhelm Wallberg (P) 31,8%       |
| Höks härad                                 | Carl Ifvarsson       | Frihandlare   | 80,3%          | Ledamoten omvaldes | Carl Ifvarsson (F) 74,2% Carl Pehrsson (P) 25,6%         |
| Årstad och Faurås                          | Anders M. Gudmundson | Frihandlare   | 81,9%          | Ledamoten omvaldes | Anders M. Gudmundson (F) 52,0% Bengt Bengtsson (P) 44,9% |
| Himle härad                                | Lars Börjesson       | Protektionist | 52,7%          | Ledamoten omvaldes | Lars Börjesson (P) 64,5% Carl Andersson (F) 34,0%        |
| Norra domsagan                             | August Oléhn         | Protektionist | 55,9%          | Ledamoten omvaldes | August Oléhn (P) 50,9% Sven Bruhn (F) 44,9%              |
| Laholm, Falkenberg, Varberg och Kungsbacka | Magnus Lundberg      | Frihandlare   | 31,8%          | Ledamoten omvaldes | Magnus Lundberg (F) 87,3% Henrik Henriksson (P) 11,7%    |

### Göteborgs och Bohuslän
| Valkrets                           | Innan valet           | Innan valet         | Innan valet         | Utfall                       | Valresultat |
| Valkrets                           | Riksdagsledamot       | I tullfrågan        | Röstandel 1884      | Utfall                       | Valresultat |
| ---------------------------------- | --------------------- | ------------------- | ------------------- | ---------------------------- | --- |
| Askim och Sävedal                  | William Gibson        | Protektionist       | 54,8%               | Frihandlare vann mandatet    | Magnus Lagerberg (F) 75,8% William Gibson (P) 24,2% |
| Västra och Östra Hising            | Jöns Rundbäck         | Protektionist       | 94,4%               | Ledamoten omvaldes           | Jöns Rundbäck (P) 55,0% David Flobeck (F) 45,0% |
| Inlands domsaga                    | Anders Andersson      | Frihandlare         | 70,3%               | Ledamoten omvaldes           | Anders Andersson (F) 56,4% Max Kilman (P) 41,1% Johannes Vilhelmsson (P) 2,2% |
| Orust och Tjörn                    | Axel Ljungman         | Protektionist       | 62,9%               | Ledamoten omvaldes           | Axel Ljungman (P) 58,8% Carl Ödman (F) 40,3% |
| Norrvikens domsaga                 | Anders Lind           | Protektionist       | 79,3%               | Frihandlare vann mandatet    | Johan Petter Johnsson (F) 50,8% Anders Lind (P) 44,7% |
| Lane och Stångenäs                 | Gustaf Mellin         | Protektionist       | 45,5%               | Ledamoten omvaldes           | Gustaf Mellin (P) 55,7% Claes Sixten Lilliehöök (F) 43,8% |
| Tunge, Sörbygden och Sotenäs       | Johannes Andersson    | Protektionist       | 53,6%               | Ledamoten omvaldes           | Johannes Andersson (P) 97,1% Närmaste kandidat 2,2% |
| Göteborgs stad                     | Olof Wijk             | Frihandlare         | 96,9%               | Ledamoten omvaldes           | Olof Wijk (F) 95,0% Carl Fredrik Winkrans (F) 93,8% Peter Hammarberg (F) 93,3% August Wijkander (F) 92,5% Jacob Dahl (F) 92,3% Olof Melin (F) 90,3% Jon Siljeström (F) 89,9% Wilhelm Wretlind (F) 76,0% Gustaf Svanberg (F) 56,7% August Törngren (F) 25,8% Olof Hjalmar Pripp (F) 11,9% Peter Lundén (F) 8,8% Fredrik Blomstrand (P) 5,2% Johan Malmsjö (P) 5,1% Johan Stenberg (F) 4,5% Carl Falck (F) 2,4% Anders Elliot (F) 1,6% James Keiller (F) 1,3% |
| Göteborgs stad                     | Olof Melin            | Frihandlare         | 92,9%               | Ledamoten omvaldes           | Olof Wijk (F) 95,0% Carl Fredrik Winkrans (F) 93,8% Peter Hammarberg (F) 93,3% August Wijkander (F) 92,5% Jacob Dahl (F) 92,3% Olof Melin (F) 90,3% Jon Siljeström (F) 89,9% Wilhelm Wretlind (F) 76,0% Gustaf Svanberg (F) 56,7% August Törngren (F) 25,8% Olof Hjalmar Pripp (F) 11,9% Peter Lundén (F) 8,8% Fredrik Blomstrand (P) 5,2% Johan Malmsjö (P) 5,1% Johan Stenberg (F) 4,5% Carl Falck (F) 2,4% Anders Elliot (F) 1,6% James Keiller (F) 1,3% |
| Göteborgs stad                     | Sigfrid Wieselgren    | Frihandlare         | 88,6%               | Frihandlarna behöll mandatet | Olof Wijk (F) 95,0% Carl Fredrik Winkrans (F) 93,8% Peter Hammarberg (F) 93,3% August Wijkander (F) 92,5% Jacob Dahl (F) 92,3% Olof Melin (F) 90,3% Jon Siljeström (F) 89,9% Wilhelm Wretlind (F) 76,0% Gustaf Svanberg (F) 56,7% August Törngren (F) 25,8% Olof Hjalmar Pripp (F) 11,9% Peter Lundén (F) 8,8% Fredrik Blomstrand (P) 5,2% Johan Malmsjö (P) 5,1% Johan Stenberg (F) 4,5% Carl Falck (F) 2,4% Anders Elliot (F) 1,6% James Keiller (F) 1,3% |
| Göteborgs stad                     | Carl Fredrik Winkrans | Frihandlare         | 49,6%               | Ledamoten omvaldes           | Olof Wijk (F) 95,0% Carl Fredrik Winkrans (F) 93,8% Peter Hammarberg (F) 93,3% August Wijkander (F) 92,5% Jacob Dahl (F) 92,3% Olof Melin (F) 90,3% Jon Siljeström (F) 89,9% Wilhelm Wretlind (F) 76,0% Gustaf Svanberg (F) 56,7% August Törngren (F) 25,8% Olof Hjalmar Pripp (F) 11,9% Peter Lundén (F) 8,8% Fredrik Blomstrand (P) 5,2% Johan Malmsjö (P) 5,1% Johan Stenberg (F) 4,5% Carl Falck (F) 2,4% Anders Elliot (F) 1,6% James Keiller (F) 1,3% |
| Göteborgs stad                     | Wilhelm Wretlind      | Frihandlare         | 48,5%               | Ledamoten omvaldes           | Olof Wijk (F) 95,0% Carl Fredrik Winkrans (F) 93,8% Peter Hammarberg (F) 93,3% August Wijkander (F) 92,5% Jacob Dahl (F) 92,3% Olof Melin (F) 90,3% Jon Siljeström (F) 89,9% Wilhelm Wretlind (F) 76,0% Gustaf Svanberg (F) 56,7% August Törngren (F) 25,8% Olof Hjalmar Pripp (F) 11,9% Peter Lundén (F) 8,8% Fredrik Blomstrand (P) 5,2% Johan Malmsjö (P) 5,1% Johan Stenberg (F) 4,5% Carl Falck (F) 2,4% Anders Elliot (F) 1,6% James Keiller (F) 1,3% |
| Göteborgs stad                     | Peter Hammarberg      | Frihandlare         | 46,1%               | Ledamoten omvaldes           | Olof Wijk (F) 95,0% Carl Fredrik Winkrans (F) 93,8% Peter Hammarberg (F) 93,3% August Wijkander (F) 92,5% Jacob Dahl (F) 92,3% Olof Melin (F) 90,3% Jon Siljeström (F) 89,9% Wilhelm Wretlind (F) 76,0% Gustaf Svanberg (F) 56,7% August Törngren (F) 25,8% Olof Hjalmar Pripp (F) 11,9% Peter Lundén (F) 8,8% Fredrik Blomstrand (P) 5,2% Johan Malmsjö (P) 5,1% Johan Stenberg (F) 4,5% Carl Falck (F) 2,4% Anders Elliot (F) 1,6% James Keiller (F) 1,3% |
| Göteborgs stad                     | Jon Siljeström        | Frihandlare         | 45,4%               | Ledamoten omvaldes           | Olof Wijk (F) 95,0% Carl Fredrik Winkrans (F) 93,8% Peter Hammarberg (F) 93,3% August Wijkander (F) 92,5% Jacob Dahl (F) 92,3% Olof Melin (F) 90,3% Jon Siljeström (F) 89,9% Wilhelm Wretlind (F) 76,0% Gustaf Svanberg (F) 56,7% August Törngren (F) 25,8% Olof Hjalmar Pripp (F) 11,9% Peter Lundén (F) 8,8% Fredrik Blomstrand (P) 5,2% Johan Malmsjö (P) 5,1% Johan Stenberg (F) 4,5% Carl Falck (F) 2,4% Anders Elliot (F) 1,6% James Keiller (F) 1,3% |
| Göteborgs stad                     | August Törngren       | Frihandlare         | 53,7% (1886)        | Frihandlarna behöll mandatet | Olof Wijk (F) 95,0% Carl Fredrik Winkrans (F) 93,8% Peter Hammarberg (F) 93,3% August Wijkander (F) 92,5% Jacob Dahl (F) 92,3% Olof Melin (F) 90,3% Jon Siljeström (F) 89,9% Wilhelm Wretlind (F) 76,0% Gustaf Svanberg (F) 56,7% August Törngren (F) 25,8% Olof Hjalmar Pripp (F) 11,9% Peter Lundén (F) 8,8% Fredrik Blomstrand (P) 5,2% Johan Malmsjö (P) 5,1% Johan Stenberg (F) 4,5% Carl Falck (F) 2,4% Anders Elliot (F) 1,6% James Keiller (F) 1,3% |
| Göteborgs stad                     | Nytt riksdagsmandat   | Nytt riksdagsmandat | Nytt riksdagsmandat | Frihandlare vann mandatet    | Olof Wijk (F) 95,0% Carl Fredrik Winkrans (F) 93,8% Peter Hammarberg (F) 93,3% August Wijkander (F) 92,5% Jacob Dahl (F) 92,3% Olof Melin (F) 90,3% Jon Siljeström (F) 89,9% Wilhelm Wretlind (F) 76,0% Gustaf Svanberg (F) 56,7% August Törngren (F) 25,8% Olof Hjalmar Pripp (F) 11,9% Peter Lundén (F) 8,8% Fredrik Blomstrand (P) 5,2% Johan Malmsjö (P) 5,1% Johan Stenberg (F) 4,5% Carl Falck (F) 2,4% Anders Elliot (F) 1,6% James Keiller (F) 1,3% |
| Uddevalla, Strömstad och Marstrand | Ny valkrets           | Ny valkrets         | Ny valkrets         | Frihandlare vann mandatet    | Carl Collander (F) 94,2% Johan Sanne (P) 3,8% |

### Älvsborgs län
| Valkrets                       | Innan valet      | Innan valet   | Innan valet    | Utfall                            | Valresultat                                           |
| Valkrets                       | Riksdagsledamot  | I tullfrågan  | Röstandel 1884 | Utfall                            | Valresultat                                           |
| ------------------------------ | ---------------- | ------------- | -------------- | --------------------------------- | ----------------------------------------------------- |
| Marks härad                    | Gustaf Janson    | Protektionist | 55,8%          | Ledamoten omvaldes                | Gustaf Janson (P) 89,6% Johan Schmidt (F) 8,3%        |
| Veden och Bollebygd            | August Persson   | Frihandlare   | 60,0%          | Protektionist vann mandatet       | August Larsson (P) 61,9% August Persson (F) 33,3%     |
| Flundre, Väne och Bjärke       | Johan Dahlgren   | Protektionist | 48,6% (1886)   | Protektionisterna behöll mandatet | Carl Johansson (P) 73,0% Antenor Nydqvist (F) 21,6%   |
| Kinds härad                    | Fredrik Norén    | Protektionist | 43,9%          | Ledamoten omvaldes                | Fredrik Norén (P) 66,7% Magnus Redlund (F) 31,2%      |
| Redvägs härad                  | Josef Smedberg   | Protektionist | 90,0%          | Ledamoten omvaldes                | Josef Smedberg (P) 94,7% Nicolaus Molander (P) 5,3%   |
| Vättle, Ale och Kulling        | August Andreason | Protektionist | 60,4% (1886)   | Ledamoten omvaldes                | August Andreason (P) 88,7% Fredrik Adelsköld (F) 7,5% |
| Ås och Gäsene                  | Peter Svensson   | Protektionist | 50,0%          | Ledamoten omvaldes                | Peter Svensson (P) 97,7% Fredrik Sandberg 2,3%        |
| Sundals härad                  | Patrik Stockman  | Protektionist | 56,5%          | Ledamoten omvaldes                | Patrik Stockman (P) 100,0%                            |
| Valbo och Nordal               | Bengt Dahlgren   | Protektionist | 42,9%          | Ledamoten omvaldes                | Bengt Dahlgren (P) 75,9% Edvard Jansson (F) 24,1%     |
| Tössbo och Vedbo               | Allvar Olsson    | Protektionist | 40,0%          | Frihandlare vann mandatet         | August Låftman (F) 63,8% Allvar Olsson (P) 36,2%      |
| Borås, Alingsås och Ulricehamn | Alfred Wendt     | Protektionist | 49,7%          | Frihandlare vann mandatet         | Ferdinand Lindedal (F) 53,0% Alfred Wendt (P) 46,8%   |

### Skaraborgs län
| Valkrets                         | Innan valet         | Innan valet   | Innan valet    | Utfall                      | Valresultat                                                                 |
| Valkrets                         | Riksdagsledamot     | I tullfrågan  | Röstandel 1884 | Utfall                      | Valresultat                                                                 |
| -------------------------------- | ------------------- | ------------- | -------------- | --------------------------- | --------------------------------------------------------------------------- |
| Åse, Viste, Barne och Laske      | Anders Svensson     | Protektionist | 49,2%          | Ledamoten omvaldes          | Anders Svensson (P) 85,2% Carl Tholsson (F) 7,4%                            |
| Kinnefjärding, Kinne och Kålland | Anders Svensson     | Protektionist | 51,7%          | Ledamoten omvaldes          | Anders Svensson (P) 83,6% Per Gustaf Claesson (F) 15,5%                     |
| Skåning, Vilske och Valle        | Elias Fredholm      | Protektionist | 24,8%          | Ledamoten omvaldes          | Elias Fredholm (P) 93,7% Sigge Flach (F) 5,9%                               |
| Gudhem och Kåkind                | Johannes Jonson     | Protektionist | 47,7%          | Ledamoten omvaldes          | Johannes Jonson (P) 90,5% Lars Johan Jansson (F) 6,6% Albert Ewert (F) 2,1% |
| Vartofta och Frökind             | Carl Persson        | Protektionist | 51,4%          | Ledamoten omvaldes          | Carl Persson (P) 93,5% Robert Andersson (F) 5,1%                            |
| Vadsbo norra                     | Anders Johansson    | Protektionist | 54,3%          | Ledamoten omvaldes          | Anders Johansson (P) 83,3% Axel Eckerbom (F) 13,9%                          |
| Vadsbo södra                     | Wilhelm Palmær      | Frihandlare   | 41,7%          | Protektionist vann mandatet | Gustaf Bergendahl (P) 60,7% Wilhelm Palmær (F) 39,3%                        |
| Mariestad, Skara och Skövde      | Anders Peter Trybom | Protektionist | 59,8%          | Frihandlare vann mandatet   | Herman Amnéus (F) 53,8% Anders Peter Trybom (P) 46,0%                       |
| Lidköping, Falköping och Hjo     | Carl Wennérus       | Protektionist | 57,2%          | Frihandlare vann mandatet   | Peter Westerberg (F) 62,1% Nils Linnarsson (P) 37,9%                        |

### Värmlands län
| Valkrets               | Innan valet        | Innan valet   | Innan valet    | Utfall                    | Valresultat                                                               |
| Valkrets               | Riksdagsledamot    | I tullfrågan  | Röstandel 1884 | Utfall                    | Valresultat                                                               |
| ---------------------- | ------------------ | ------------- | -------------- | ------------------------- | ------------------------------------------------------------------------- |
| Ölme, Visnum och Väse  | Lars Andersson     | Protektionist | 67,9%          | Frihandlare vann mandatet | Olof Andersson (F) 60,8% Lars Andersson (P) 39,1%                         |
| Färnebo härad          | Jonas Larsson      | Protektionist | 95,7%          | Frihandlare vann mandatet | Carl Gustaf Bruce (F) 72,7% Per Larsson (P) 27,3%                         |
| Mellansysslet          | Jonas Unger        | Protektionist | 60,0%          | Frihandlare vann mandatet | Carl Fredrik Segerlind (F) 70,2% Jonas Unger (P) 29,8%                    |
| Södersysslet           | Lars Persson       | Protektionist | 52,6% (1886)   | Ledamoten omvaldes        | Lars Persson (P) 56,4% Karl Hultkrantz (F) 43,6%                          |
| Nordmark               | Nils Nilsson       | Frihandlare   | 73,3%          | Ledamoten omvaldes        | Nils Nilsson (F) 100,0%                                                   |
| Fryksdals övre         | Per Sahlström      | Frihandlare   | 68,8%          | Ledamoten omvaldes        | Per Sahlström (F) 100,0%                                                  |
| Fryksdals nedre        | Johannes Andersson | Frihandlare   | 79,2%          | Ledamoten omvaldes        | Johannes Andersson (F) 69,8% Gustaf Rudebeck (P) 30,2%                    |
| Jösse                  | Anders Bengtsson   | Protektionist | 81,1%          | Frihandlare vann mandatet | Emil Olsson (F) 62,2% Anders Bengtsson (P) 18,9% Magnus Matsson (F) 18,9% |
| Älvdal och Nyed        | Gustaf Jansson     | Frihandlare   | 76,9%          | Ledamoten omvaldes        | Gustaf Jansson (F) 79,5% Axel Svedelius (P) 20,0%                         |
| Karlstad och Filipstad | Carl Lundström     | Protektionist | 61,0%          | Frihandlare vann mandatet | Gullbrand Elowson (F) 64,8% Carl Lundström (P) 35,2%                      |

### Örebro län
| Valkrets                      | Innan valet        | Innan valet   | Innan valet    | Utfall                       | Valresultat                                                   |
| Valkrets                      | Riksdagsledamot    | I tullfrågan  | Röstandel 1884 | Utfall                       | Valresultat                                                   |
| ----------------------------- | ------------------ | ------------- | -------------- | ---------------------------- | ------------------------------------------------------------- |
| Edsberg, Grimsten och Hardemo | Lars Fredrik Odell | Protektionist | 67,1%          | Ledamoten omvaldes           | Lars Fredrik Odell (P) 51,3% Carl Vult von Steijern (F) 48,5% |
| Kumla och Sundbo              | Edvard Thermænius  | Frihandlare   | 41,8%          | Protektionist vann mandatet  | Eric Olsson (P) 50,0% Edvard Thermænius (F) 49,8%             |
| Örebro och Glanshammar        | Per Nilsson        | Protektionist | 53,6%          | Ledamoten omvaldes           | Per Nilsson (P) 69,8% Carl Anders Ersson (F) 28,9%            |
| Asker och Sköllersta          | Folke Andersson    | Frihandlare   | 84,6%          | Ledamoten omvaldes           | Folke Andersson (F) 66,8% Knut Bohnstedt (P) 33,1%            |
| Lindes domsaga                | Per Magnus Larsson | Protektionist | 65,7%          | Frihandlare vann mandatet    | August Ruhlin (F) 65,3% Per Magnus Larsson (P) 34,7%          |
| Nora domsaga                  | Johan Johansson    | Frihandlare   | 60,9%          | Frihandlarna behöll mandatet | Gustaf N. E. Bratt (F) 67,2% Anders Ericsson (P) 32,1%        |
| Örebro stad                   | Arvid Gumælius     | Frihandlare   | 71,3%          | Ledamoten omvaldes           | Arvid Gumælius (F) 77,3% Nils Gabriel Djurklou (P) 22,7%      |

### Västmanlands län
| Valkrets            | Innan valet       | Innan valet   | Innan valet    | Utfall                    | Valresultat                                              |
| Valkrets            | Riksdagsledamot   | I tullfrågan  | Röstandel 1884 | Utfall                    | Valresultat                                              |
| ------------------- | ----------------- | ------------- | -------------- | ------------------------- | -------------------------------------------------------- |
| Södra domsagan      | Adolf Tersmeden   | Protektionist | 37,7%          | Ledamoten omvaldes        | Adolf Tersmeden (P) 58,5% Gustaf Sälling (F) 40,9%       |
| Västra domsagan     | Per Ersson        | Frihandlare   | 53,1%          | Ledamoten omvaldes        | Per Ersson (F) 62,1% Axel Dahm (P) 37,7%                 |
| Norra domsagan      | Per Holm          | Frihandlare   | 37,6%          | Ledamoten omvaldes        | Per Holm (F) 75,1% Karl Berglind (P) 23,7%               |
| Östra domsagan      | Eric Ersson       | Protektionist | 54,2%          | Ledamoten omvaldes        | Eric Ersson (P) 58,7% Johan Johansson (F) 41,1%          |
| Västerås och Köping | Oscar Schenström  | Protektionist | 88,1%          | Frihandlare vann mandatet | Wilhelm Abenius (F) 70,4% Oscar Schenström (P) 29,4%     |
| Arboga och Sala     | Alarik Fredenberg | Protektionist | 92,9%          | Frihandlare vann mandatet | Carl Ingvar Wåhlin (F) 68,7% Alarik Fredenberg (P) 31,3% |

### Kopparbergs län
| Valkrets                                           | Innan valet             | Innan valet   | Innan valet    | Utfall                    | Valresultat                                                             |
| Valkrets                                           | Riksdagsledamot         | I tullfrågan  | Röstandel 1884 | Utfall                    | Valresultat                                                             |
| -------------------------------------------------- | ----------------------- | ------------- | -------------- | ------------------------- | ----------------------------------------------------------------------- |
| Leksand                                            | Liss Olof Larsson       | Protektionist | 93,0%          | Frihandlare vann mandatet | Daniel Persson (F) 71,4% Liss Olof Larsson (P) 28,6%                    |
| Gagnefs samt Rättviks och Ore tingslag             | Ny valkrets             | Ny valkrets   | Ny valkrets    | Frihandlare vann mandatet | Ollas Anders Ericsson (F) 100,0%                                        |
| Ovansiljan                                         | Mats Tysk               | Frihandlare   | 55,4%          | Ledamoten omvaldes        | Mats Tysk (F) 62,3% Bälter Swen Ersson (F) 31,5% Reinhold Grape (P) 3,9 |
| Hedemora                                           | Back Per Ersson         | Protektionist | 32,8%          | Ledamoten omvaldes        | Back Per Ersson (P) 57,3% Johan Johansson (F) 42,3%                     |
| Falu domsaga                                       | Anders Hansson          | Frihandlare   | 59,5%          | Ledamoten omvaldes        | Anders Hansson (F) 65,3% Richard Nathorst (P) 34,7%                     |
| Grangärde, Norrbärke och Söderbärke                | Ehrenfried Roth         | Protektionist | 43,6%          | Frihandlare vann mandatet | Johan Boman (F) 70,0% Ehrenfried Roth (P) 30,0%                         |
| Malung, Lima och Äppelbo samt Nås, Järna och Floda | Stormats Mathias Olsson | Frihandlare   | 69,0%          | Ledamoten omvaldes        | Stormats Mathias Olsson (F) 92,6% Närmaste kandidat 3,7%                |
| Falun, Hedemora och Säter                          | Carl Florus Toll        | Protektionist | 61,0%          | Frihandlare vann mandatet | Herman Hultberg (F) 63,0% Carl Florus Toll (P) 37,0%                    |

### Gävleborgs län
| Valkrets            | Innan valet         | Innan valet         | Innan valet         | Utfall                    | Valresultat                                                                                         |
| Valkrets            | Riksdagsledamot     | I tullfrågan        | Röstandel 1884      | Utfall                    | Valresultat                                                                                         |
| ------------------- | ------------------- | ------------------- | ------------------- | ------------------------- | --------------------------------------------------------------------------------------------------- |
| Gästriklands östra  | Anders Andersson    | Frihandlare         | 38,5%               | Ledamoten omvaldes        | Anders Andersson (F) 66,7% Wilhelm Frendin (F) 25,0%                                                |
| Gästriklands västra | Anders Göransson    | Frihandlare         | 96,6%               | Ledamoten omvaldes        | Anders Göransson (F) 85,2% Jon Jonsson 14,8%                                                        |
| Norra Hälsingland   | Anders Larsson      | Frihandlare         | 52,7%               | Ledamoten omvaldes        | Anders Larsson (F) 88,9% Pehr Ericsson (P) 10,8%                                                    |
| Västra Hälsingland  | Olof Jonsson        | Frihandlare         | 96,6%               | Ledamoten omvaldes        | Olof Jonsson (F) 100,0%                                                                             |
| Södra Hälsingland V | Jon Jonsson         | Protektionist       | 53,6%               | Frihandlare vann mandatet | Jonas Johnsson (F) 72,4% Jon Jonsson (P) 27,6%                                                      |
| Södra Hälsingland Ö | Magnus Jonsson      | Protektionist       | 100,0%              | Frihandlare vann mandatet | Nils Hanson (F) 71,4% Magnus Jonsson (P) 28,6%                                                      |
| Gävle stad          | Paul Waldenström    | Frihandlare         | 49,6%               | Ledamoten omvaldes        | Paul Waldenström (F) 89,5% Olof Brodin (F) 88,8% Per Gustaf Lindahl (P) 9,1% Erik Sjöström (P) 9,1% |
| Gävle stad          | Nytt riksdagsmandat | Nytt riksdagsmandat | Nytt riksdagsmandat | Frihandlare vann mandatet | Paul Waldenström (F) 89,5% Olof Brodin (F) 88,8% Per Gustaf Lindahl (P) 9,1% Erik Sjöström (P) 9,1% |
| Söderhamns stad     | Ny valkrets         | Ny valkrets         | Ny valkrets         | Frihandlare vann mandatet | Frans Berglöf (F) 81,4% Adolf Wennberg (P) 18,6%                                                    |

### Västernorrlands län
| Valkrets                | Innan valet         | Innan valet   | Innan valet    | Utfall                       | Valresultat                                                                    |
| Valkrets                | Riksdagsledamot     | I tullfrågan  | Röstandel 1884 | Utfall                       | Valresultat                                                                    |
| ----------------------- | ------------------- | ------------- | -------------- | ---------------------------- | ------------------------------------------------------------------------------ |
| Medelpads västra        | Martin Huss         | Protektionist | 50,0%          | Frihandlare vann mandatet    | Adolf Wändahl (F) 62,5% Jonas Sjölund (F) 37,5%                                |
| Medelpads östra         | Petter Näsman       | Frihandlare   | 97,5%          | Ledamoten omvaldes           | Petter Näsman (F) 100,0%                                                       |
| Ångermanlands södra     | Johan Nydahl        | Frihandlare   | 70,5% (1887)   | Ledamoten omvaldes           | Johan Nydahl (F) 83,9% Pehr Lagerhjelm (P) 14,9%                               |
| Ångermanlands mellersta | Anders Huss         | Frihandlare   | 62,2%          | Ledamoten omvaldes           | Anders Huss (F) 81,9% Jonas Höglund (P) 17,6%                                  |
| Ångermanlands västra    | Erik Petter Jonsson | Frihandlare   | 58,3%          | Ledamoten omvaldes           | Erik Petter Jonsson (F) 95,0% Sven Norlander (P) 3,8% Ander Svanström (P) 1,0% |
| Nätra och Nordingrå     | Anders Sundström    | Frihandlare   | 41,7% (1886)   | Frihandlarna behöll mandatet | Per Gustaf Näslund (F) 90,0% Närmaste kandidat 10,0%                           |
| Själevad och Arnäs      | Erik Öberg          | Frihandlare   | 94,1%          | Frihandlarna behöll mandatet | Per Olof Hörnfeldt (F) 76,9% Erik Öberg (F) 23,1%                              |
| Sundsvalls stad         | Magnus Arhusiander  | Frihandlare   | 89,1%          | Ledamoten omvaldes           | Magnus Arhusiander (F) 84,4% Svante af Sandeberg (P) 15,6%                     |

### Jämtlands län
| Valkrets        | Innan valet       | Innan valet   | Innan valet    | Utfall                    | Valresultat                                       |
| Valkrets        | Riksdagsledamot   | I tullfrågan  | Röstandel 1884 | Utfall                    | Valresultat                                       |
| --------------- | ----------------- | ------------- | -------------- | ------------------------- | ------------------------------------------------- |
| Norra domsagan  | Olof Wagenius     | Protektionist | 51,2%          | Frihandlare vann mandatet | Nils Larson (F) 72,1% Hans Andersson (P) 27,6%    |
| Västra domsagan | Gunnar Eriksson   | Frihandlare   | 65,7%          | Ledamoten omvaldes        | Gustaf Erikson (F) 78,4% Herman Norrman (P) 21,1% |
| Östra domsagan  | Per Olof Eriksson | Frihandlare   | 73,9%          | Ledamoten omvaldes        | Jöns Bromée (F) 75,2% Johan Broman (P) 23,8%      |
| Härjedalen      | William Farup     | Frihandlare   | 56,4%          | Ledamoten omvaldes        | William Farup (F) 92,8% Abel Amnéus (P) 2,7%      |

### Västerbottens län
| Valkrets           | Innan valet      | Innan valet   | Innan valet    | Utfall                       | Valresultat                                        |
| Valkrets           | Riksdagsledamot  | I tullfrågan  | Röstandel 1884 | Utfall                       | Valresultat                                        |
| ------------------ | ---------------- | ------------- | -------------- | ---------------------------- | -------------------------------------------------- |
| Södra domsagan     | Gustaf Hæggström | Protektionist | 56,4%          | Frihandlare vann mandatet    | Johan Olof Ruthberg (F) 100,0%                     |
| Västra domsagan    | Anton Hellgrén   | Frihandlare   | 76,0%          | Frihandlarna behöll mandatet | August Hygrell (F) 67,9% Anton Hellgrén (F) 32,1%  |
| Norra domsagan     | Per Zimdahl      | Protektionist | 54,8% (1885)   | Frihandlare vann mandatet    | Anton Markstedt (F) 96,9% Johan Lundström (F) 3,1% |
| Mellersta domsagan | Nils Boström     | Frihandlare   | 52,4% (1886)   | Ledamoten omvaldes           | Nils Boström (F) 100,0%                            |

### Norrbottens län
| Valkrets                          | Innan valet        | Innan valet   | Innan valet    | Utfall                    | Valresultat                                          |
| Valkrets                          | Riksdagsledamot    | I tullfrågan  | Röstandel 1884 | Utfall                    | Valresultat                                          |
| --------------------------------- | ------------------ | ------------- | -------------- | ------------------------- | ---------------------------------------------------- |
| Piteå domsaga                     | August Danielsson  | Frihandlare   | 55,6% (1886)   | Ledamoten omvaldes        | August Danielsson (F) 65,2% Eric Bäckström (P) 34,8% |
| Luleå domsaga                     | Nils Wallmark      | Frihandlare   | 49,0%          | Ledamoten omvaldes        | Nils Wallmark (F) 77,4% Hans Bergström (P) 22,4%     |
| Kalix domsaga                     | Johannes Sällström | Protektionist | 60,7% (1886)   | Frihandlare vann mandatet | Harald Ström (F) 100,0%                              |
| Torneå domsaga                    | Johan Lindh        | Protektionist | 65,2%          | Frihandlare vann mandatet | Gustaf Sundberg (F) 46,2% Johan Lindh (P) 34,6%      |
| Luleå, Piteå och Haparanda städer | Ny valkrets        | Ny valkrets   | Ny valkrets    | Frihandlare vann mandatet | Oskar Burman (F) 100,0%                              |

### Övriga stadsvalkretsar
| Valkrets                                            | Innan valet     | Innan valet   | Innan valet    | Utfall                       | Valresultat                                              |
| Valkrets                                            | Riksdagsledamot | I tullfrågan  | Röstandel 1884 | Utfall                       | Valresultat                                              |
| --------------------------------------------------- | --------------- | ------------- | -------------- | ---------------------------- | -------------------------------------------------------- |
| Nyköping, Torshälla, Mariefred, Trosa och Enköping  | Ny valkrets     | Ny valkrets   | Ny valkrets    | Frihandlare vann mandatet    | Ernst Edelstam (F) 75,0% Adolf Helander (P) 25,0%        |
| Vadstena, Söderköping, Skänninge, Motala och Gränna | Wilhelm Metzén  | Protektionist | 49,8% (1886)   | Ledamoten omvaldes           | Wilhelm Metzén (P) 50,0% Frithiof Zander (F) 49,8%       |
| Växjö och Oskarshamn                                | Ny valkrets     | Ny valkrets   | Ny valkrets    | Frihandlare vann mandatet    | Axel Koræn (F) 52,0% Bertrand Lindgren (F) 48,0%         |
| Västervik, Vimmerby och Eksjö                       | Ny valkrets     | Ny valkrets   | Ny valkrets    | Frihandlare vann mandatet    | Axel Lund (F) 73,1% Gustaf Berg (P) 23,1%                |
| Visby och Borgholm                                  | Ny valkrets     | Ny valkrets   | Ny valkrets    | Frihandlare vann mandatet    | August Bokström (F) 100,0%                               |
| Halmstad och Ängelholm                              | Isak Wallberg   | Protektionist | 50,1%          | Frihandlare vann mandatet    | Thure Stockenberg (F) 78,2% Isak Wallberg (P) 21,1%      |
| Kristinehamn, Askersund, Nora och Lindesberg        | Jakob Ekman     | Frihandlare   | 53,5%          | Frihandlarna behöll mandatet | Fredrik Broström (F) 80,7% Ingel Bergöö (P) 18,7%        |
| Härnösand, Umeå och Skellefteå                      | Ny valkrets     | Ny valkrets   | Ny valkrets    | Frihandlare vann mandatet    | Carl Johan Blomberg (F) 83,9% Herman Wåhlander (P) 15,3% |
| Östersund och Hudiksvall                            | Ny valkrets     | Ny valkrets   | Ny valkrets    | Frihandlare vann mandatet    | John Ericson (F) 100,0%                                  |
| Vänersborg, Åmål och Kungälv                        | Ny valkrets     | Ny valkrets   | Ny valkrets    | Frihandlare vann mandatet    | Mats Zachrison (F) 100,0%                                |

### Fotnoter
1. ↑  Riksdagsordningen 1866
2. ↑  Med "Övriga" avses de tio stadsvalkretsar som låg i flera län.
3. ↑  Avser omvalet som ägde rum den 9 januari 1885.
4. ↑  Post- Och Inrikes Tidningar 1887-04-18, s. 3 och Nya Dagligt Allehanda 1887-04-16, s. 2, källorna gäller för Östergren till och med Isberg.
5. ↑  Roslagsbladet 1887-04-09, s. 2
6. ↑  Stockholms Dagblad 1887-04-20, s. 4
7. ↑  Stockholms Dagblad 1887-04-22, s. 3
8. 1 2  Post- Och Inrikes Tidningar 1887-04-13, s. 3
9. 1 2  Göteborgs Handels- Och Sjöfartstidning 1887-04-22, s. 2
10. ↑  Fyris 1887-04-13, s. 3
11. ↑  Dagens Nyheter 1887-04-14, s. 2
12. ↑  Fyris 1887-04-20, s. 2
13. 1 2  Fyris 1887-06-01, s. 2
14. 1 2  Aftonbladet 1887-04-13, s. 3
15. ↑  Svenska Dagbladet 1887-04-18, s. 2
16. ↑  Östgöta Correspondenten 1887-04-19, s. 3
17. ↑  Eskilstuna Tidning 1887-04-19, s. 2
18. ↑  Stockholms Dagblad 1887-04-24, s. 4
19. ↑  Göteborgsposten 1887-04-09, s. 3
20. ↑  Östergötlands Veckoblad 1887-04-22, s. 3
21. ↑  Östgöta Correspondenten 1887-04-19, s. 2
22. 1 2 3  Östergötlands Veckoblad 1887-04-15, s. 2
23. ↑  Aftonbladet 1887-04-04, s. 3
24. ↑  Östergötlands Veckoblad 1887-07-15, s. 1
25. ↑  Svenska Dagbladet 1887-04-16, s. 2
26. 1 2  Nya Dagligt Allehanda 1887-04-06, s. 3
27. ↑  Jönköpingsposten 1887-04-13, s. 3
28. 1 2  Svenska Dagbladet 1887-04-21, s. 3
29. ↑  Svenska Dagbladet 1887-04-12, s. 2
30. ↑  Nya Dagligt Allehanda 1887-04-12, s. 3
31. ↑  Svenska Dagbladet 1887-04-09, s. 3
32. ↑  Östergötlands Veckoblad 1887-04-08, s. 2
33. ↑  Dagens Nyheter 1887-04-04, s. 1
34. 1 2 3  Smålandsposten 1887-04-28, s. 2
35. ↑  August Sjö var förvisso mot rågtull men beskrevs ändå som protektionist och anslöt sig senare till Nya Lantmannapartiet.
36. ↑  Nya Wexjöbladet 1887-04-19, s. 2
37. ↑  Smålandsposten 1887-04-22, s. 1
38. ↑  Smålandsposten 1887-04-19, s. 2
39. ↑  Aftonbladet 1887-04-12, s. 3
40. ↑  Nya Wexjöbladet 1887-04-26, s. 2
41. ↑  Östgöta Correspondenten 1887-04-22, s. 3
42. 1 2 3  Oskarshamnstidningen 1887-04-13, s. 2
43. ↑  Stockholms Dagblad 1887-08-29, s. 4
44. 1 2  Stockholms Dagblad 1887-09-16, s. 4
45. ↑  Oskarshamnstidningen 1887-04-19, s. 4
46. 1 2 3  Oskarshamnstidningen 1887-04-23, s. 4
47. ↑  Westrin anslöt sig emellertid senare till protektionistiska Nya Lantmannapartiet.
48. ↑  Oskarshamnstidningen 1887-04-06, s. 1
49. 1 2  Gotlands Allehanda 1887-04-12, s. 2
50. 1 2  Svenska Dagbladet 1887-04-16, s. 2
51. ↑  Pehrson anslöt sig emellertid senare till frihandelsvänliga Gamla Lantmannapartiet.
52. ↑  Barometern 1887-04-18, s. 4
53. ↑  Stockholms Dagblad 1887-04-17, s. 3
54. ↑  Smålandsposten 1887-04-21, s. 2
55. ↑  Karlskrona Weckoblad 1887-04-16, s. 2
56. ↑  Karlshamns Allehanda 1887-04-16, s. 2
57. ↑  Post- Och Inrikes Tidningar 1887-04-20, s. 3
58. 1 2  Sydsvenska Dagbladet 1887-04-09, s. 2
59. ↑  Helsingborgs Dagblad 1887-04-13, s. 2
60. 1 2  Svenska Dagbladet 1887-04-20, s. 2
61. ↑  Helsingborgs Dagblad 1887-04-19, s. 2
62. ↑  Stockholms Dagblad 1887-08-27, s. 7
63. ↑  Helsingborgs Dagblad 1887-04-07, s. 2
64. ↑  Sydsvenska Dagbladet 1887-04-16, s. 2
65. 1 2  Oskarshamnstidningen 1887-04-16, s. 3
66. ↑  Kristianstadsbladet 1887-04-09, s. 2
67. 1 2  Helsingborgs Dagblad 1887-04-09, s. 2
68. 1 2  Eslöfs Tidning 1887-04-16, s. 3
69. ↑  Helsingborgs Dagblad 1887-04-09, s. 1
70. 1 2  Korrespondenten 1887-04-07, s. 2
71. ↑  Aftonbladet 1887-04-22, s. 2
72. ↑  Eslöfs Tidning 1887-04-23, s. 2
73. 1 2  Sydsvenska Dagbladet 1887-04-18, s. 2
74. ↑  Svenska Dagbladet 1887-04-06, s. 2
75. 1 2 3  Sydsvenska Dagbladet 1887-04-05, s. 4
76. ↑  Aftonbladet 1887-04-02, s. 2
77. ↑  Post- Och Inrikes Tidningar 1887-04-15, s. 3
78. ↑  Nya Dagligt Allehanda 1887-04-06, s. 3
79. ↑  Karlskrona Weckoblad 1887-04-05, s. 2
80. ↑  Nerikesposten 1887-04-02, s. 3
81. ↑  Hallandsposten 1887-04-15, s. 3
82. ↑  Helsingborgs Dagblad 1887-04-09, s. 2
83. ↑  Illustreradt Allehanda 1887-04-01, s. 2
84. ↑  Göteborgs Weckoblad 1887-04-22, s. 1
85. ↑  Bohusläningen 1887-04-23, s. 2
86. 1 2  Bohusläningen 1887-04-14, s. 2
87. ↑  Lidköpings Tidning 1887-04-13, s. 2
88. ↑  Kristianstadsbladet 1887-04-04, s. 2
89. ↑  Bohusläningen 1887-04-05, s. 2
90. ↑  Göteborgs Weckoblad 1887-04-07, s. 1 & Post- Och Inrikes Tidningar 1887-04-07, s. 3, källorna gäller för Törngren, Pripp, Lundén, Blomstrand, Malmsjö, Stenberg, Falck, Elliot samt Keiller.
91. ↑  Bohusläningen 1887-04-21, s. 2
92. ↑  Tidning För Wenersborgs Stad Och Län 1887-04-28, s. 2
93. ↑  Svenska Dagbladet 1887-04-29, s. 2
94. ↑  Helsingborgs Dagblad 1887-04-25, s. 2
95. ↑  Ulricehamns Tidning 1887-04-29, s. 3
96. ↑  Nya Dagligt Allehanda 1887-04-27, s. 3
97. ↑  Nerikes Allehanda 1887-04-27, s. 3
98. ↑  Bohusläningen 1887-04-19, s. 2
99. ↑  Lunds Weckoblad 1887-04-19, s. 3
100. ↑  Alingsås Weckoblad 1887-04-06, s. 2
101. ↑  Aftonbladet 1887-04-23, s. 3
102. ↑  Aftonbladet 1887-04-02, s. 3
103. ↑  Tidning För Skaraborgs Län 1887-04-25, s. 2
104. ↑  Nerikes Allehanda 1887-04-12, s. 1
105. ↑  Svenska Dagbladet 1887-04-23, s. 2
106. ↑  Falköpings Tidning 1887-04-13, s. 2
107. ↑  Lunds Weckoblad 1887-04-19, s. 3
108. ↑  Göteborgs Weckoblad 1887-04-22, s. 1
109. ↑  Falköpings Tidning 1887-04-16, s. 2
110. ↑  Lidköpings Tidning 1887-04-16, s. 2
111. ↑  Illustreradt Allehanda 1887-04-15, s. 2
112. ↑  Aftonbladet 1887-04-21
113. ↑  Nerikes Allehanda 1887-04-20, s. 3
114. 1 2 3  Kristinehamnstidningen 1887-04-28, s. 2
115. ↑  Sundsvallsposten 1887-04-09, s. 3
116. ↑  Kristinehamnstidningen 1887-04-21, s. 3
117. ↑   Göteborgs Weckoblad 1887-04-22, s. 1
118. ↑  Göteborgs Handels- Och Sjöfartstidning 1887-04-13, s. 2
119. ↑   Avesta Tidning 1887-04-15, s. 2
120. 1 2  Stockholms Dagblad 1887-08-23, s. 4
121. ↑  Göteborgs Weckoblad 1887-04-22, s. 1
122. ↑  Kalmar 1887-04-16, s. 2
123. ↑  Svenska Dagbladet 1887-04-06, s. 2
124. ↑  Svenska Dagbladet 1887-04-07, s. 3
125. ↑  Köpings Tidning 1887-04-20, s. 2
126. ↑  Norrlandsposten 1887-04-15, s. 2
127. ↑  Karlskrona Weckoblad 1887-04-07, s. 2
128. ↑  Östgöta Correspondenten 1887-04-05, s. 2
129. ↑  Tidning För Falu Län Och Stad 1887-07-21, s. 2
130. ↑  Stockholms Dagblad 1887-09-01, s. 4
131. 1 2  Svenska Dagbladet 1887-04-07, s. 3
132. ↑  Göteborgs Weckoblad 1887-04-22, s. 1
133. 1 2  Avesta Tidning 1887-04-09, s. 2
134. ↑  Sydsvenska Dagbladet 1887-04-23, s. 2
135. ↑  Post- Och Inrikes Tidningar 1887-04-22, s. 3
136. ↑  Hudiksvallsposten 1887-04-06, s. 2
137. ↑  Lidköpings Tidning 1887-04-23, s. 2
138. ↑  Mot rågtull men betecknades senare som protektionist.
139. ↑  Eskilstunaposten 1887-04-20, s. 3
140. 1 2  Post- Och Inrikes Tidningar 1887-04-06, s. 3
141. ↑  Karlskrona Weckoblad 1887-04-07, s. 2
142. ↑  Sundsvallsposten 1887-04-27, s. 2
143. ↑  Härnösandsposten 1887-04-15, s. 2
144. ↑  Jämtlandsposten 1887-04-20, s. 3
145. 1 2  Härnösandsposten 1887-04-22, s. 2
146. ↑  Norrlandsposten 1887-04-15, s. 2
147. ↑  Avesta Tidning 1887-04-09, s. 2
148. ↑  Borås Tidning 1887-04-16, s. 3
149. ↑  Sundsvalls Tidning 1887-04-26, s. 2
150. ↑  Jemtlands Tidning 1887-04-09, s. 2
151. ↑  Jemtlands Tidning 1887-04-13, s. 2
152. 1 2  Norrbottensposten 1887-04-21, s. 2
153. ↑  Helsingborgs Dagblad 1887-04-18, s. 2
154. ↑  Norrbottensposten 1887-04-14, s. 2
155. ↑  Sydsvenska Dagbladet 1887-04-21, s. 4
156. ↑  Stockholms Dagblad 1887-04-07, s. 5
157. ↑  Svenska Dagbladet 1887-04-23
158. ↑  Nya Dagligt Allehanda 1887-04-22, s. 3
159. ↑  Stockholms Dagblad 1887-08-23, s. 4
160. ↑  Avesta Tidning 1887-04-09, s. 2
161. ↑  Sundsvallsposten 1887-04-15, s. 3